# Holstein Kiel
Die Kieler Sportvereinigung Holstein von 1900 e. V. (kurz die KSV Holstein oder die Kieler SV Holstein), allgemein bekannt als Holstein Kiel, ist ein eingetragener Sportverein aus Kiel, der Landeshauptstadt von Schleswig-Holstein. Der am 7. Oktober 1900 gegründete Verein zählt mit rund 11.500 Mitgliedern (Stand: 14. Juli 2025) zu den 61 mitgliederstärksten Sportvereinen in Deutschland und ist Schleswig-Holsteins mitgliedstärkster Sportverein.
Bundesweit bekannt ist der Verein vor allem durch seine Fußballabteilung, deren erste Mannschaft bis zur Einführung der Bundesliga 1963 durchgehend der jeweils höchsten deutschen Spielklasse angehörte und in der Saison 2024/25 als erster Verein aus Schleswig-Holstein zugehörte. Die größten Erfolge in der Vereinsgeschichte sind der Gewinn der deutschen Meisterschaft 1912, das Erreichen zweier deutscher Vizemeisterschaften 1910 und 1930 sowie der Einzug in das Halbfinale des DFB-Pokals 1941 und 2021. Die Vereinsfarben des im Volksmund Die Störche genannten Klubs sind Blau, Weiß und Rot. Die erste Fußballmannschaft der Herren spielt in der Saison 2025/26 in der 2. Bundesliga und trägt ihre Heimspiele im derzeit 15.034 Zuschauer fassenden Holstein-Stadion aus.
Neben Herrenfußball bietet der Verein auch Handball, Frauenfußball, Tennis und Cheerleading an. Die Handballdamen der KSV wurden 1971 Deutscher Meister sowie 1964 und 1970 Vizemeister. Die Frauenfußballmannschaft besteht seit 2004 und spielt nach einigen Jahren in der 2. Bundesliga seit 2016 in der Regionalliga Nord.

## Gründungsgeschichte
Wie aus dem Vereinsnamen Kieler Sportvereinigung Holstein von 1900 herzuleiten ist, geht der Verein aus der Vereinigung zweier Vereine hervor, des 1. Kieler Fußball-Vereins von 1900 und des SV Kieler Fußball-Clubs Holstein von 1902, welche am 7. Juni 1917 fusionierten.

### Vorgängerverein Kieler Fußball-Club Holstein von 1902 (FC Holstein Kiel)

FC Holstein von 1902

Der Kieler Fußball-Club Holstein von 1902 (kurz FC Holstein Kiel) wurde am 4. Mai 1902 von den Schülern Friedrich Brügmann, Walter Duden und Hans Gosch der Oberrealschule 1 (heute Hebbelschule) gegründet. Gründungsort war eine Gartenlaube am Knooper Weg. Kurze Zeit später schlossen sich weitere Schüler und Freunde der übrigen Schulen Kiels dem Verein an und sieben Monate nach Gründung fand die erste Begegnung der Vereinsgeschichte gegen die Zweite Mannschaft vom späteren Fusionspartner 1. Kieler Fußballvereins von 1900 statt (4:0). Von Beginn an war die ehemalige Schülergruppe der dominierende Verein in Kiel und entwickelte sich binnen weniger Jahre zu einem der stärksten Fußballvereine in Deutschland. Aufgrund des sehr jungen Alters der Spieler und der damit inbegriffenen Erfahrungslosigkeit auf verwaltungstechnischem Gebiete, sind schriftliche Aufzeichnungen über die ersten Jahre des Vereinslebens kaum vorhanden. Da in den Anfangsjahren alle Spieler ausnahmslos Schüler waren und durch Berufstätigkeit nicht zeitlich gebunden wurden, konnten sie sich zum Missfallen ihrer Eltern, in ihrer Freizeit der damals verspotteten Fußball-Lümmelei widmen. Ohne Störung blieb lange Jahre hindurch die I. Mannschaft wenigstens in ihrem größten Teile fest zusammen. Die Stützen der aktiven Spieler waren von Anfang an bis hin in die 1920er Jahre hinein die Gebrüder Werner (Friedrich Werner, Adolf Werner & August Werner), Gebrüder Fick (Willi Fick, Hans Fick & Hugo Fick), Georg Krogmann, Karl Rempka, Carl Lafferenz, zu denen später Hans Reese, Ernst Möller, Alfred Plambeck, Wilhelm Tim und Hans Dehning aus der Jugendmannschaft hinzukamen.
Im weiteren Verlauf der Vereinsgeschichte erfolgte 1908 die erste Umbenennung zum Fußball-Verein Holstein von 1902 (kurz: FV Holstein Kiel) und 1914 die zweite durch die Eingliederung der Sparten Leichtathletik und Hockey zum Sportverein Holstein von 1902 (kurz: SV Holstein Kiel).

### Fusionspartner Kieler Fußball-Verein von 1900 (KFV von 1900)

KFV von 1900

Der Ursprung des Kieler Fußball-Vereins von 1900 (kurz: KFV von 1900) steht neben der stetig steigenden Fußballbegeisterung in Deutschland zu Beginn des 20. Jahrhunderts (siehe Anfänge im deutschen Fußball) in Verbindung mit zwei aus Süddeutschland stammenden Studenten (Namen unbekannt), die im Februar 1899 dem Kieler Männer-Turnverein von 1844 (kurz: KMTV) beigetreten waren und den Fußballsport in Kiel einführten. Anfang 1900 zog es Arthur Beier, einen weiteren fußballbegeisterten Süddeutschen, der beim FC Phönix, einem Vorläufer des Karlsruher SC, gespielt hatte, an die Kieler Förde. Unter seiner Führung entstand die Fußballabteilung des KMTV von 1844. Am 7. Oktober 1900 fuhren Arthur Beier und acht weitere Mitglieder (Andrae, Beiler, Blaschke, Hudemann, Leuenhagen, Niederehe, Roland und Stange) der Spielabteilung des Kieler Männer-Turnvereins nach Lübeck, um dort, ohne Einwilligung des Kieler Turnrats, ein Fußballspiel gegen eine Mannschaft der Lübecker Turnerschaft auszutragen. Dieses Ereignis bedeutet die eigentliche Gründung des KFV von 1900 und damit die Geburtsstunde des Kieler Fußballsports. Das Spiel auf dem Lübecker Burgfeld endete 1:0 für die Kieler. Torschütze war Georg P. Blaschke, der sich zu einer der führenden Person und Fußballfunktionäre in der Pionierzeit des deutschen Fußballs hocharbeitete und aufgrund dessen zum Ehrenmitglied des Deutschen Fußball-Bundes erkoren wurde. Die erste offizielle Begegnung des Vereins und somit die erste auf Kieler Boden fand am 2. Dezember 1900 statt und endete mit einer 0:4-Niederlage gegen Altona 93.
Die Gründung des späteren Fusionspartners Kieler Fußball-Club Holstein von 1902 veranlasste den Verein Ende August 1902 dazu, sich in 1. KFV von 1900 umzubenennen. Mit der Umbenennung wollte man deutlich machen, das man der erste Fußballverein in Kiel war. Einen Monat zuvor hatten einige junge Spieler den 1. KFV von 1900 verlassen und am 23. Juli 1902 den FC Kilia Kiel gegründet. Durch die Abtrennung einer großen Zahl an Spielern zum FC Kilia Kiel verlor der Verein an sportlicher Leistungsstärke. Der Fußball Sport in Kiel profitierte jedoch durch die Absplitterung dahin gehend, das dadurch spielstarke Ortsgegner entstanden und man nicht mehr Vereine aus Hamburg und anderen fernen Teilen Deutschlands zu Spielen einladen musste. Ein anderer Grund für die sinkende Spielstärke und Bedeutung des Vereins war, dass der Fußballbegeisterte Arthur Beier 1902 wieder in seine süddeutsche Heimat zurückkehrte.
In der Absplitterung und Wegzügen von Spielern liegt die Begründung, weshalb der Verein im Fußballsport trotz seiner Pionierstellung nicht den Ton in Kiel an gab und in der Zeit vor dem Ersten Weltkrieg zunehmend ins Hintertreffen geriet. Später konzentrierte sich der Verein mehr auf die Leichtathletik und galt ab 1909 als einer der führenden Leichtathletikvereine Norddeutschlands.

### Fusion

Stammbaum der Kieler Sportvereinigung Holstein von 1900 e. V.

Am 7. Juni 1917 tagten im Zentral-Hotel, dem Vereinslokal des 1. KFV von 1900, in gemeinsamer Sitzung die Mitglieder des SV Holstein von 1902 und des 1. KFV von 1900 und fassten bei einer Stimmenthaltung einstimmig folgenden Beschluss: „Die Beschlüsse der beiden Vereine über ihren Zusammenschluss unter dem Namen Kieler Sportvereinigung Holstein von 1900 e. V. (kurz: Holstein Kiel oder KSV Holstein) werden gutgeheißen.“
Hauptinitiator der Fusion war neben dem späteren Präsidenten Ernst Föge, der stets engagierte Kieler Fußballpionier und 1. KFV-Mitbegründer Georg P. Blaschke, der schon seit 1909 die Vision verfolgte, einen dauerhaft wettbewerbsfähigen Verein in Kiel zu etablieren. Ein weiterer, nicht unerheblicher Grund für die Fusion war die immense Schwächung der Vereine aufgrund der zunehmenden Strapazen im dritten Kriegsjahr des Ersten Weltkriegs.
Der deutlich mitgliederschwächere 1. KFV von 1900 schloss sich also dem erfolgreichen SV Holstein Kiel von 1902 an und ging völlig in ihm auf, was nicht nur im heutigen Namen Holstein Kiel zu erkennen ist. Der von Holstein 1911 erbaute Holstein-Platz (heute Holstein-Stadion) wurde als Spielstätte erkoren und die Spieltracht der KSV Holstein entsprach ebenfalls dem Blau-Weiß-Rot von Holstein. Der 1. KFV verzichtete auf seine 1914 errichtete Spielstätte sowie auf die Vereinsfarben Schwarz-Grün und sein Vereinswappen. Ein Überbleibsel des 1. KFV war die Berufung auf dessen Gründungsdatum in der Vereinssatzung, was im Fußball nach Vereinsfusionen gängige Praxis ist (siehe beispielsweise Hamburger SV oder VfB Stuttgart).
Das offizielle Gründungsdatum der KSV Holstein ist der 7. Oktober 1900. Seinen heutigen Namen trägt der Verein seit dem 7. Juni 1917. Der Vereinsname leitet sich vom südlichen Landesteil Holstein der damaligen preußischen Provinz Schleswig-Holstein ab.

### Vereinsfarben und Vereinswappen

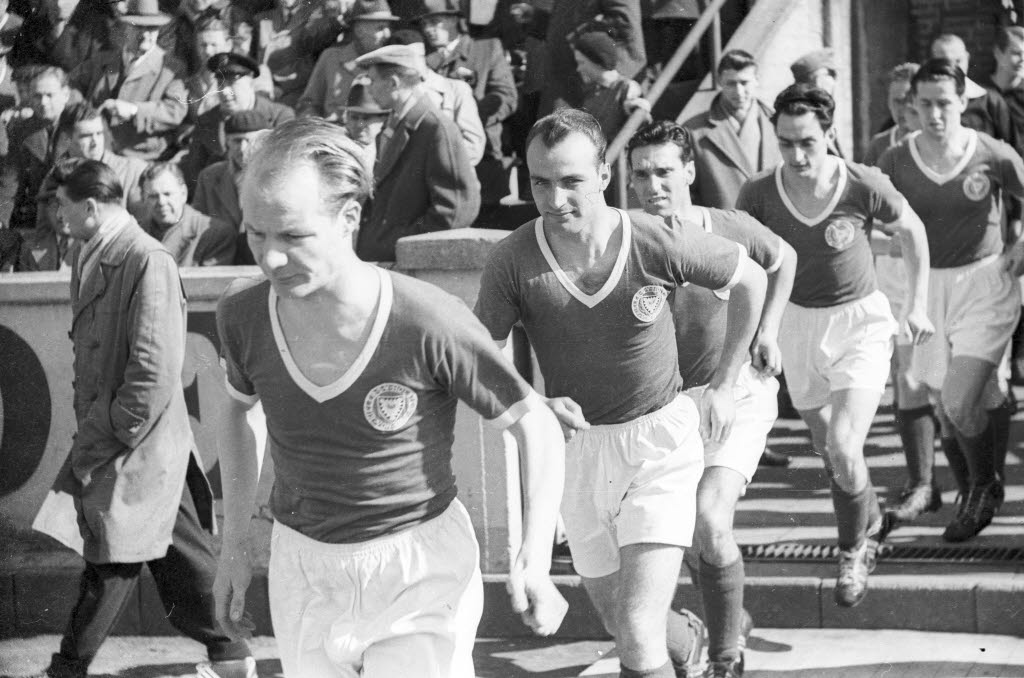
Blau-Weiß-Rote Spieltracht mit Vereinswappen 1957

Von Beginn an waren die Vereinsfarben Holsteins Blau, Weiß und Rot, welche den schleswig-holsteinischen Landesfarben entsprechen. Holstein spielte die ersten Jahre in quergestreiften blau-weiß-roten Hemden und ab 1906 in weißen Hemden mit blau-weiß-roter Schärpe. 1910 trug man blaue Jerseys mit weißem H auf der linken Brustseite, schwarzen Kniehosen und schwarzen Strümpfen. Spätestens seit 1911 trägt man die bis heute gültige Spieltracht: blaue Hemden, weiße Hosen und rote Stutzen.
Das Wappen von Holstein Kiel, welches im März 1919 entworfen wurde, stellt eine Verschmelzung aus beiden Wappen der Vorgängervereine da und wurde am 9. April 1919 von den Vereinsmitgliedern angenommen. Es befindet sich auf den Trikots seit 1921 und veränderte sich von der Grundstruktur (Kieler Wappen, Farbe, Form und Schriftzug) seither nicht wesentlich. Von 1910 bis 1917 wurde ein schlichtes weißes H (für Holstein) auf dem Trikot getragen. Dieses H wurde von 1917 bis 1921 in einem weiß umrandeten Kreis mit dunklem Hintergrund auf dem Trikot verwendet. Holstein hatte ein rundes Wappen mit dem Schriftzug in blauer Schrift: F.V. Holstein v. 1902 e. V. Kiel. In der Mitte des Logos befand sich ein weißes H, rotes F und V und der Hintergrund war blau. Das Logo des Fusionspartners 1. KFV von 1900 war das Kieler Stadtwappen und dessen Vereinsfarben schwarz-grün, Spieltracht: schwarze Hose, weißes Hemd und Kieler Stadtwappen auf der Brust.

Wappenchronologie
Wappen 1. KFV von 1900
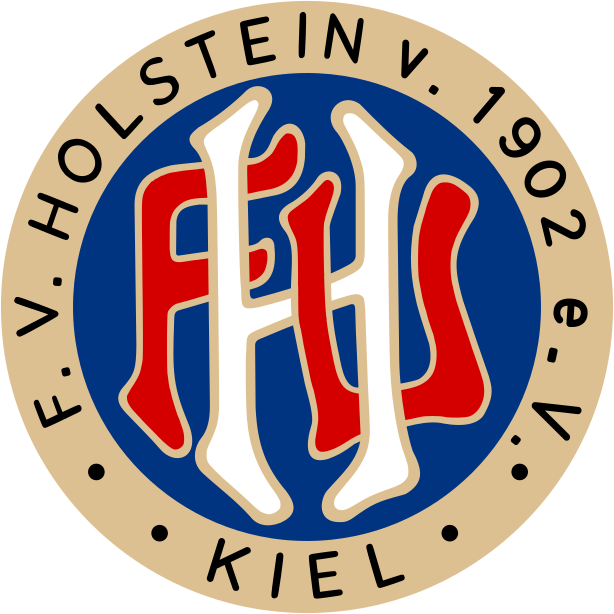
Wappen FV Holstein von 1902
Wappen 1931
Wappen Vereinsmagazin 1950[18]
Wappen 80er Jahre
Wappen 2000er Jahre
Aktuelles Wappen

## Geschichte/sportlicher Werdegang

### Erstklassigkeit – Norddeutsche Fußballmeisterschaft (1900–1933)
Die ersten und größten Erfolge der Vereinshistorie feierte Holstein Kiel in der ersten Hälfte des 20. Jahrhunderts. Der Spielbetrieb in Kiel wurde 1903 mit der Gründung des Verbandes Kieler Ballspielvereine (VKB) erstmals organisiert. In den Anfangsjahren des deutschen Fußballs war es nicht unüblich, dass sich viele Verbände (siehe Deutsche Fußballverbände 1890–1933) gründeten und wieder auflösten. Auf Druck des DFB und seiner Regionalverbände schlossen sich am 15. April 1905 die Fußballverbände aus Hamburg-Altona, Bremen, Hannover, Herzogthum Braunschweig, Kiel, Mecklenburg und Unterweser zum Norddeutschen Fußball-Verband (NFV) zusammen. Die jeweiligen NFV-Bezirksmeister spielten erstmals seit 1906 die norddeutsche Meisterschaft aus, deren Sieger sich für die deutsche Meisterschaftsendrunde qualifizierte. Holstein qualifizierte sich als einziger Verein in der Historie der norddeutschen Meisterschaft durchgehend als Bezirksmeister für sämtliche je ausgetragene Norddeutschen Meisterschaften von den Saisons 1905/06 bis 1932/1933 und scheiterte bei den ersten vier Teilnahmen stets im Halbfinale der norddeutschen Meisterschaft dreimal an Victoria Hamburg (1906, 1907 und 1908) und einmal an Eintracht Braunschweig (1909).
1910 gewann man erstmals die norddeutsche Meisterschaft durch ein 7:1 gegen Werder Bremen und qualifizierte sich damit erstmals für die deutsche Meisterschaftsendrunde. Bei der erstmaligen Teilnahme erreichte man nach Siegen gegen die beiden Berliner Vereine BFC Preussen und Tasmania Berlin (damals Rixdorfer FC Tasmania 1900) gleich das Endspiel und spielte im Finale am 15. Mai 1910 im Kölner Weidenpescher Park gegen den damaligen Topclub Karlsruher FV, der fünf Nationalspieler in seinen Reihen hatte. Im Endspiel unterlag die Mannschaft vor 5000 Zuschauern mit 0:1 n. V. und wurde deutscher Vizemeister.
→ Daten zum Endspiel um die deutsche Meisterschaft 1910
1911 verteidigten die Störche durch ein 6:1 im Finale gegen Eintracht Braunschweig die norddeutsche Meisterschaft und scheiterten im Halbfinale der deutschen Meisterschaftsendrunde am späteren Deutschen Meister Viktoria 89 Berlin. Am 15. Oktober 1911 eröffnete Holstein Kiel, nachdem man zuvor an verschiedenen Orten in Kiel gespielt hatte, seine Heimstätte den Holstein-Platz (heute Holstein-Stadion). Das heutige Holstein-Stadion gehört somit zu den traditionsreichsten Spielstätten im deutschen Fußball und nur wenige Vereine in Deutschland können eine solche über 100 Jahre dauernde ununterbrochene Spielstättentreue aufweisen.
Am 26. Mai 1912 feierte Holstein Kiel den größten Erfolg der Vereinsgeschichte mit dem Gewinn der deutschen Meisterschaft. Durch einen 3:2-Sieg gegen Eintracht Braunschweig im Finale der norddeutschen Meisterschaft 1912 qualifizierte man sich für die deutsche Meisterschaftsendrunde und gewann nach Siegen gegen den BFC Preussen und Titelverteidiger Berliner TuFC Viktoria 89 auch das Endspiel um die deutsche Meisterschaft mit 1:0 gegen den Deutschen Meister von 1910, den Karlsruher FV. Ernst Möller schoss das entscheidende Tor gegen die Badener, die acht Nationalspieler in ihren Reihen hatten, durch einen verwandelten Elfmeter. 10.000 Zuschauer im Hamburger Stadion Hoheluft bedeuteten damals einen neuen norddeutschen Zuschauerrekord. Der Verein sicherte damit dem Norddeutschen Fußball-Verband den ersten Meistertitel seines Bestehens. Holstein Kiel gewann 1912 auch die Deutsche Akademiker-Meisterschaft durch ein 2:0 über den VfB Marburg und ist damit erster „Doublesieger“ im deutschen vom DFB organisierten Fußball.
→ Daten zum Endspiel um die deutsche Meisterschaft 1912

Meistermannschaft 1912

Die Mannschaft zählte von 1909 bis zum Ausbruch des Ersten Weltkriegs zu den stärksten Mannschaften in Deutschland und wurde im Juni 1914 vom Deutschen Fußball-Bund mit der Ehre bedacht, Deutschland bei den Baltischen Spielen in Malmö zu vertreten. Die Baltischen Spiele waren eine Sportgroßveranstaltung, welche sich über mehrere Monate erstreckte und im Rahmen der baltischen Ausstellung durchgeführt wurden. Viele internationale Sportler aus dem Turnen, der Leichtathletik, dem Ballsport, dem Segeln und dem Schwimmen reisten zwei Jahre nach den Olympischen Spielen 1912 in Stockholm nach Malmö. Durch ein 7:0 über eine russische und ein 1:0 gegen eine schwedische Auswahl wurde die Holstein-Auswahl Turniersieger. Bis zum Ausbruch des Ersten Weltkrieges 1914, hatten es insgesamt fünf Spieler von Holsteins Meisterelf 1912 geschafft, Holstein bei der deutschen Nationalmannschaft zu vertreten.
Neben den Einsätzen bei der deutschen Nationalmannschaft, schafften es auch etliche Spieler von Holstein Kiel in die Auswahlmannschaft des Norddeutschen Fußballverbandes und vertraten den Verband im Kronprinzenpokal, welcher erstmals in der Saison 1908/09 und letztmals in der Saison 1917/18 unter diesem Namen ausgespielt wurde. Im Kronprinzenpokal traten anfangs die damaligen acht Regionalverbände des Deutschen Fußball-Bundes mit ihren regionalen Auswahlmannschaften im Pokalmodus gegeneinander an um den späteren Sieger auszuspielen. Durch Mithilfe der Holsteinspieler konnte der Norddeutsche Fußballverband den insgesamt achtmal ausgetragenen Pokal dreimal gewinnen (1911, 1914 und 1917) und 1918 das Finale erreichen. Insgesamt kommen die Spieler von Holstein Kiel in diesem traditionsreichen und repräsentativen ersten gesamtdeutschen Fußball-Pokalwettbewerb auf elf Finalspieleinsätze und zahlreiche Einsätze in den Vorrundenpartien.
Der Verein bestritt schon zuvor internationale Freundschaftsspiele oder ging auf Freundschaftsspiel-Tour, um gegen erstklassige internationale Vereine anzutreten. Bereits 1912 reiste die Meistermannschaft zum Beispiel nach Moskau oder der Verein lud Mannschaften aus Dänemark, zum Beispiel Akademisk Boldklub, Kjøbenhavns Boldklub oder BK Frem København, regelmäßig zu Freundschaftsspielen nach Kiel ein. Kein Jahr verging, in dem nicht mehrere oder zumindest eine ausländische Mannschaft gegen Holstein Kiel spielte. Dabei traf Holstein bei den internationalen Freundschaftsspielen während der Zeitspanne von 1910 bis 1930 auf Vereine aus England, den Niederlanden, Frankreich, Russland, Ungarn, Tschechien, der Schweiz, Finnland, Schweden, Ägypten und Spanien.
Viele Fußballer aus Kiel stammten bis dahin aus dem Bildungsbürgertum und nicht größtenteils aus Arbeiterkreisen, wie man angesichts der boomenden Reichskriegshafen Stadt Kiel Anfang des 20. Jahrhunderts vielleicht vermuten könnte. Obwohl durch die Kaiserliche Marine viele sportbegeisterte Soldaten in die Stadt kamen und den Fußballboom mitförderten, bildeten seinerzeit die vielen Mitglieder aus Schülern und Studenten das Rückgrat der damaligen Fußballbewegung in Kiel. Bereits 1914 hatte die Stadt Kiel 2033 aktive Mitglieder, was etwa einem Prozent der Gesamtbevölkerung entsprach und im Verhältnis zu anderen norddeutschen Städten (Hamburg 4631 und Lübeck 785 aktive Mitglieder) enorm war. Die KSV Holstein belegt in der Ewigen Endrundentabelle der Vereine, die von 1903 bis 1914 um die deutsche Meisterschaft spielten, den vierten Tabellenplatz (9 Spiele, 6 Siege, 0 Unentschieden, 3 Niederlagen, 19:11 Tore, 18 Punkte). Vor der KSV stehen der Karlsruher FV, der Berliner TuFC Viktoria 1889 und an der Spitze dieser ersten Ewigen Tabelle im deutschen erstklassigen Fußball der damalige Rekordmeister VfB Leipzig.
→ Daten zur Ewigen Endrundentabelle von 1903 bis 1914
Durch den Ausbruch des Ersten Weltkrieges 1914 fand der Spielbetrieb ein abruptes Ende. In der Zeit von Sommer 1914 bis zum Kriegsende im Herbst 1918 fanden lediglich Notmeisterschaften und Freundschaftsspiele statt. Zwar fanden sich in den Kriegsjahren Vereine oder Bezirksauswahlmannschaften um die Norddeutsche Meisterschaft auszuspielen, jedoch fanden von 1914 bis 1919 keine Spiele um die deutsche Meisterschaft statt. Aufgrund der Mobilmachung hatten viele Vereine Aufstellungsschwierigkeiten, so dass ein regelmäßiger Spielbetrieb nicht möglich war. Von Holstein Seite waren bereits im Januar 1915 etwa 110 Vereinsmitglieder im Kriegseinsatz. Nach dem Kieler Matrosenaufstand und damit Kriegsende waren insgesamt 86 Vereinsmitglieder während des Ersten Weltkrieges gefallen, darunter vier Spieler des Meisterkaders von 1912, oder kehrten als Kriegsversehrte nach Kiel zurück.
Als der Spielbetrieb nach den Kriegswirren und Strapazen allmählich wieder organisiert ablief, dominierte die KSV weiter in ihrem Bezirk und qualifizierte sich stets für die norddeutsche Meisterschaft. Zu einer Besonderheit kam es in der Saison 1928/29, als sich neun Vereine aus dem Hamburger Raum und Holstein Kiel dazu entschlossen, die „Runde der Zehn“ als eigene Spielklasse ins Leben zu rufen. Holstein wurde in dieser Runde Vizemeister hinter dem Hamburger SV. 1926, 1927 und 1930 gewannen die Störche nochmals die norddeutsche Meisterschaft und wurden in den Jahren 1922, 1923, 1928, 1929, 1931, 1932 Vizemeister. Stets kam es dabei zu Duellen mit dem immer stärker werdenden Hamburger SV. Die beiden Mannschaften teilten sich alle norddeutschen Titel von 1921 bis 1933 (HSV 10 Titel, KSV 3 Titel). Neben drei Viertelfinalteilnahmen 1927, 1928 und 1932 und zwei Halbfinalteilnahmen 1926 und 1931 wurde am 22. Juni 1930 zum dritten Mal das Endspiel um die deutsche Meisterschaft erreicht. In einem der spannendsten und torreichsten Endspiele der deutschen Fußballgeschichte verlor die KSV vor rund 40.000 Zuschauern im Düsseldorfer Rheinstadion mit 4:5 gegen Hertha BSC.
→ Daten zum Endspiel um die deutsche Meisterschaft 1930
Die KSV Holstein belegt in der Ewigen Endrundentabelle der Vereine, die von 1903 bis 1933 um die deutsche Meisterschaft spielten, den sechsten Tabellenplatz (26 Spiele, 16 Siege, 0 Unentschieden, 10 Niederlagen, 73:54 Tore, 48 Punkte). Vor der KSV stehen der VfB Leipzig, die SpVgg Fürth, der Hamburger SV, Hertha BSC und an der Spitze dieser Ewigen Tabelle der damalige Rekordmeister 1. FC Nürnberg.
→ Daten zur Ewigen Endrundentabelle von 1903 bis 1933
Von 1918 bis 1933 wurden insgesamt acht weitere Holsteinspieler in die deutsche Nationalmannschaft berufen, darunter sieben Spieler des Vizemeister Kaders von 1930. Neben den Einsätzen in der deutschen Nationalmannschaft schafften es auch etliche Spieler von Holstein Kiel in die Auswahlmannschaft des Norddeutschen Fußballverbandes und traten mit diesem im Bundespokal an. Der Bundespokal war der rechtmäßige Nachfolgerwettbewerb des von 1908 bis 1918 ausgespielten Kronprinzenpokal, welcher nach Ende der Monarchie 1918 in Bundespokal umbenannt wurde. Im Bundespokal traten die damaligen sieben Regionalverbände des Deutschen Fußball-Bundes mit ihren regionalen Auswahlmannschaften im Pokalmodus gegeneinander an um den späteren Sieger auszuspielen. Durch Mithilfe der Holsteinspieler konnte der Norddeutsche Fußballverband den insgesamt bis 1933 18 Mal ausgetragenen Pokal viermal gewinnen (1919, 1925, 1930 und 1932) und fünfmal das Finale erreichen (1922, 1924, 1927, 1928 und 1929). Insgesamt kommen die Spieler von Holstein Kiel in diesem traditionsreichen und repräsentativen gesamtdeutschen Fußball-Pokalwettbewerb auf über zehn Finalspieleinsätze und zahlreiche Einsätze in den Vorrundenpartien.

### Erstklassigkeit – Gauliga (1933–1945)
Nach der nationalsozialistischen Machtergreifung spielte Holstein Kiel als Gründungsmitglied in der Gauliga Nordmark, eine von anfangs 16 Gauligen im nationalsozialistischen Deutschland. Zuvor lösten sich die vorherigen sieben deutschlandweiten Regionalverbände auf Druck der NSDAP 1933 auf (siehe NSRL und Fachamt Fußball). Die Liga (Staffel) umfasste das Gebiet der ehemaligen Bezirke des Norddeutschen Fußball-Verbandes Groß-Hamburg, Schleswig-Holstein und Lübeck-Mecklenburg sowie 1933/34 und erneut ab 1937 die Vereine aus Harburg und Wilhelmsburg. Die Gauliga Nordmark wurde vom Eimsbütteler TV und vom Hamburger SV dominiert. Beide Vereine teilten sich alle neun Nordmark-Titel untereinander auf, wobei der Eimsbütteler TV fünfmal und der Hamburger SV viermal die Meisterschaft gewann. Die KSV belegte fünfmal den dritten Platz und als beste Platzierung 1937 den zweiten Platz; somit verpasste der Verein die Teilnahme an der Endrunde der deutschen Meisterschaft, da sich nur der Nordmark-Meister dafür qualifizierte. In der Ewigen Tabelle der Gauliga Nordmark von 1933 bis 1942 belegt Holstein Kiel den dritten Platz hinter dem Hamburger SV und dem Eimsbütteler TV (164 Spiele: 90 Siege, 22 Unentschieden, 52 Niederlagen; 524:341 Tore, 202:126 Punkte).
Wie zuvor spielte man auch Freundschaftsspiele gegen erstklassige internationale Gegner und machte zum Beispiel 1936 eine Reise nach Polen und Ungarn. Dort traf man in Polen auf die Mannschaften ŁKS Łódź und Warta Posen. In Ungarn spielte man und unter anderem vor 40.000 Zuschauern gegen MTK Budapest FC. Durch den Kriegsbeginn 1939 und die Stellung Kiels als Kriegsmarinehafen kamen unzählige Soldaten in die Stadt, unter ihnen auch Fußballer, die als Kriegsgastspieler bei Holstein und anderen lokalen Vereinen aufgenommen wurden. Einer der prominentesten Gastspieler war der spätere Nationalspieler und Weltmeister Ottmar Walter, der in der Saison 1942/43 für die Störche spielte.
Wie in der Zeit von 1908 bis 1918 (Kronprinzenpokal) und von 1919 bis 1933 (Bundespokal) gab es im nationalsozialistischen Deutschland auch einen Fußballwettbewerb für die Auswahlmannschaften der einzelnen 16 Sportgaue, den Gauauswahlwettbewerb. Den zehnmal von 1933 bis 1942 ausgetragenen Wettbewerb gewann die Gauliga Nordmark 1938 einmal und erreichte 1942 das Finale. Insgesamt kommen die Spieler von Holstein Kiel in diesem Wettbewerb auf zwei Finalspieleinsätze und einige Einsätze in den Vorrundenpartien.
Zur Saison 1942/43 wurde die Gauliga Nordmark, aufgrund des voranschreitenden Zweiten Weltkrieges, aus logistischen sowie aus Kostengründen in die Gauliga Hamburg, Gauliga Mecklenburg und Gauliga Schleswig-Holstein unterteilt. Holstein Kiel, nun in der Gauliga Schleswig-Holstein spielend, erreichte als Meister zweimal die Endrunde um die deutsche Meisterschaft. 1943 schlug die KSV im Viertelfinale sensationell den Topclub FC Schalke 04 (von 1937 bis 1942 sechs Mal in Folge im Finale der deutschen Meisterschaft) vor der damaligen Kieler Rekordkulisse von 18.000 Zuschauern mit 4:1, verlor das anschließende Halbfinale gegen den späteren Deutschen Meister Dresdner SC aber mit 1:3. Das darauffolgende Spiel um Platz 3 am 26. Juni 1943 im Berliner Poststadion konnte mit 4:1 gegen den österreichischen Hauptstadtclub First Vienna FC 1894 vor 35.000 Zuschauern gewonnen werden. In der Ewigen Tabelle der Gauliga Schleswig-Holstein von 1942 bis 1944 belegt Holstein Kiel den ersten Platz (36 Spiele: 31 Siege, 2 Unentschieden, 3 Niederlagen; 199:42 Tore, 64:8 Punkte).
→ Daten zum Spiel um Platz 3 der Endrunde um die deutsche Meisterschaft 1943
Die KSV Holstein belegt in der Ewigen Endrundentabelle der Vereine, die von 1903 bis 1945 um die deutsche Meisterschaft spielten, den siebten Platz (34 Spiele, 21 Siege, 1 Unentschieden, 12 Niederlagen; 94:66 Tore, 64 Punkte). Vor der KSV stehen Fortuna Düsseldorf, Hertha BSC, der Dresdner SC, der Hamburger SV und an der Spitze die damalige gemeinsamen Rekordmeister 1. FC Nürnberg und FC Schalke 04.
→ Daten zur Ewigen Endrundentabelle von 1903 bis 1945
Der Verein erreichte bis dato 13-mal die Endrunde um die deutsche Meisterschaft (1910–1913, 1926–1932, 1943 und 1944). Dabei zog der Verein dreimal (1910, 1912, 1930) ins Endspiel sowie fünfmal (1911, 1913, 1926, 1931, 1943) ins Halbfinale ein. Da der Spielbetrieb in der Gauligasaison 1944/45 nach nur wenigen ausgetragenen Spielen kriegsbedingt abgebrochen werden musste, wurde kurzfristig eine Stadtliga (die so genannte Gauliga Schleswig-Holstein – Staffel Kiel) unter Beteiligung der Störche ins Leben gerufen, deren Spielbetrieb ebenso auch bald darauf beendet werden musste.
Obwohl Holstein Kiel durchaus eine Wertekontinuität von den Jahren des Kaiserreichs bis zur Weimarer Republik zeigte, war der Übergang in die Zeit des Nationalsozialismus nicht nahtlos. Zwar sind aus dieser Zeit keine antisemitischen Äußerungen oder explizite politische Aufrufe in den Vereinszeitungen, auch während zum Beispiel der Novemberpogrome 1938, dokumentiert. Andererseits gab es jedoch ebenfalls nicht, wie bei der Mehrzahl der anderen Vereine in den höheren Spielklassen, ein offizielles Bedauern über die Opfer der neuen Verhältnisse oder Aufbegehren gegen den Nationalsozialismus während dieser Periode. Im Juni 1933 führte Holstein Kiel das Führerprinzip ein und Ende 1934 stellte der Verein einen „Dietwart“ zur gesellschaftspolitischen Schulung ein, obwohl dies erst ab den 27. April 1937 Pflicht wurde. Der Sport wurde im zeitgeschichtlichen Kontext Teil des gesellschaftlichen Lebens und der Wehrsport sowie die darin inbegriffene Einflussnahme der Hitlerjugend, hatten ihre erzieherische Auswirkung auf die Jugendarbeit im Verein. Nach einem Führungswechsel im Präsidium 1938, entwickelte sich der Verein zu einem regelrechten Vorzeigeverein im Sinne der NS-Regierung und man unterschied sich mit seinen Bekenntnissen insofern nicht von der Mehrheit der anderen Sportvereine aus dieser Zeit. Nach dem Kriegsbeginn im September 1939 bekräftigte die Vereinsführung, abermals durch die damals üblichen zeitgeistlich entsprechenden rhetorischen Beistandsbekundungen, seine Unterstützung für die NS-Regierung. Zusammenfassend lässt sich in dieser Zeitspanne eine Nähe zu NS-Ideologien beobachten, jedoch sind rassistische oder antisemitische Äußerungen nicht nachweisbar. Die Vereinsführung ordnete die Vereinsinteressen den neuen Verhältnissen unter und wurde zu einem zuverlässigen Partner der Nationalsozialisten, ohne jedoch das ideologische Programm der Nationalsozialisten vollständig zu übernehmen.

### Erstklassigkeit – Oberliga (1945–1963)
Durch die Luftangriffe auf Kiel im Zweiten Weltkrieg war die Stadt fast vollkommen zerstört. Viele Anlagen der KSV Holstein waren durch Bomben getroffen worden, wodurch einige Abteilungen wie beispielsweise Schwimmen nicht wieder neu aufgebaut werden konnten und aufgelöst wurden. Das Stadion war durch Bombentreffer schwer beschädigt, so dass im Dezember 1945 erst wieder zaghaft der Spielbetrieb aufgenommen werden konnte. Nach Kriegsende im Mai 1945 waren insgesamt 112 Vereinsmitglieder im Verlauf des Zweiten Weltkrieges gefallen.
Von 1945 bis 1947 spielte Holstein Kiel um die Bezirksmeisterschaft und wurde 1947 in der anschließenden Endrunde um die schleswig-holsteinische Landesmeisterschaft Vizemeister. Somit qualifizierten sich die Störche für die neu gegründete höchste Spielklasse, die Oberliga Nord (damals erstklassig), in der der Verein bis zur Einführung der bundesweiten Bundesliga 1963 spielte. Holstein Kiel zählt neben dem Hamburger SV, Werder Bremen, FC St. Pauli und VfL Osnabrück zu den Vereinen, die alle 16 Spielzeiten von 1947 bis 1963 in der Oberliga Nord gespielt haben.
Gleich zweimal wurde der Verein in den ersten Nachkriegsjahren vom Spielbetrieb ausgeschlossen. Zunächst von der britischen Militärregierung von Mitte Juli bis Anfang Oktober 1946. Hintergrund war, dass der damals zuständige Kieler Verband für Leibesübungen (KVL) den Vizemeister der Bezirksmeisterschaft Holstein Kiel (aufgrund bisheriger beständiger Leistung) statt des Bezirksmeisters Eckernförder SV für die Teilnahme an der später ohnehin im Viertelfinale abgebrochenen norddeutschen Meisterschaft nominiert hatte. Nach einem nicht genehmigten späteren Entscheidungsspiel, das Holstein mit 4:2 gewann, war das Urteil der britischen Militärregierung gefallen. Der Holstein-Vorstand wurde auf Lebenszeit gesperrt, der KVL aufgelöst und Kiel als Spielort für drei Monate bis zum 1. Oktober gesperrt.
Gleich für den Rest der Saison wurden die Störche nach dem achten Spieltag in der Oberligasaison 1948/49 vom weiteren Spielbetrieb ausgeschlossen. Grund war, dass der Verein in der Vorsaison 1947/48 durch den Einsatz von Willy Hamann (SpVgg Weiden) die Wechselsperre missachtet hatte. Ankläger war Hannover 96, das in der Vorsaison 1947/48 aus der Oberliga Nord abgestiegen war und einen garantierten Platz für die Oberligasaison 1949/50 erhalten hatte. Holstein Kiel drohte nach dem Urteil der finanzielle Ruin, da der Verein wie Hannover 96 ein dreiviertel Jahr lang nur Freundschaftsspiele und keine Punktspiele mehr bestreiten konnte. Da jedoch die Oberliga Nord zur Saison 1949/50 von 13 auf 16 Teams aufgestockt wurde, durfte die KSV wie Hannover 96 wieder in die Oberliga Nord zurück.

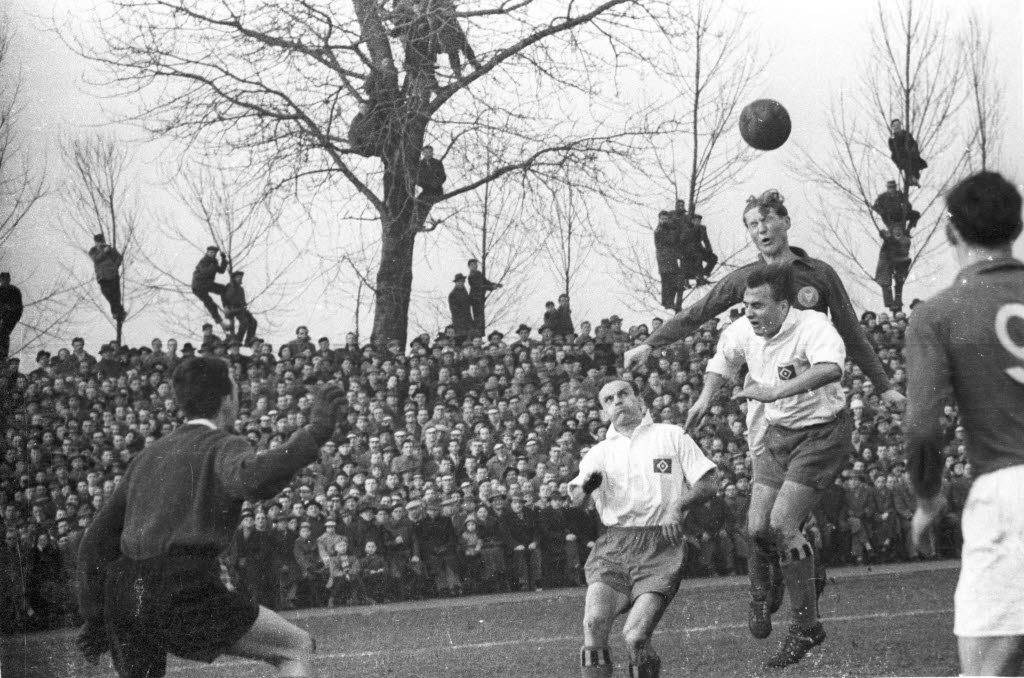
Oberliga Nord Spielszene vor 25.000 Zuschauern gegen den HSV im Februar 1957 im Holstein-Stadion

Die Oberliga Nord war eine von insgesamt fünf Oberligen in Deutschland, deren Meister und teilweise auch Vizemeister am Ende einer Saison um die deutsche Meisterschaft spielten. 1953 und 1957 nahm Holstein als Vizemeister der Oberliga Nord an der Endrunde um die deutsche Meisterschaft teil, jedoch ohne Erfolg. 1953 spielte man in der Gruppe 1 und traf dort auf die Mannschaften 1. FC Kaiserslautern, Eintracht Frankfurt und den 1. FC Köln. Mit fünf Niederlagen, einem Unentschieden (2:2 gegen den 1. FC Köln) und einem Torverhältnis von 8:16 Toren beendete man die Gruppenphase als Letzter. 1957, bei der letzten Teilnahme an einer Endrunde um die deutsche Meisterschaft in der Vereinsgeschichte, scheiterte der Verein in der Vorqualifikation zur Gruppenphase mit 2:3 n. V. an Kickers Offenbach.
→ Teilnahmen an den deutschen Meisterschaften von 1910 bis 1957
Die KSV Holstein belegt in der Ewigen Endrundentabelle der Vereine, die von 1903 bis 1963 um die deutsche Meisterschaft spielten, Platz 15 (41 Spiele, 21 Siege, 2 Unentschieden, 18 Niederlagen, 104:85 Tore, 65 Punkte).
→ Daten zur Ewigen Endrundentabelle von 1903 bis 1963
Vor Gründung der 1. Bundesliga im Sommer 1963 entwickelte der Deutsche Fußball-Bund einen Verteilerschlüssel zur Ermittlung der ersten 16 Bundesligavereine. Neben wirtschaftlichen Kriterien und einer Zwölfjahreswertung, welche die sportlichen Leistungen ab der Saison 1951/52 berücksichtigte, war im Norden der Republik zusätzlich die Abschlusstabelle der letzten Oberliga Nord Saison 1962/63 entscheidend für die neue bundesweite Liga. Holstein Kiel belegte in jener Saison Platz 5 und verpasste damit knapp die Teilnahme an der Bundesliga. In die neue bundesweite Liga wurden der Hamburger SV, Werder Bremen und Eintracht Braunschweig aufgenommen. Die in der Zwölfjahreswertung vor den Braunschweigern platzierten Vereine VfL Osnabrück, FC St. Pauli, Hannover 96 und Holstein Kiel legten dagegen Protest ein. Der DFB begründete seine Entscheidung damit, dass die genannten Vereine „aufgrund ihrer sportlichen Vergangenheit als gleichwertig anzusehen sind“, und deshalb „der diesjährige Tabellenstand den Ausschlag geben müsse“. Braunschweig, das in der Saison 1962/63 Dritter der Oberliga Nord wurde, erhielt also die Bundesligalizenz. In der Ewigen Tabelle der Oberliga Nord von 1947 bis 1963 belegt Holstein Kiel Platz 6 hinter Eintracht Braunschweig, VfL Osnabrück, FC St. Pauli, Werder Bremen und dem Hamburger SV (452 Spiele: 188 Siege, 102 Unentschieden, 162 Niederlagen; 857:794 Tore, 469:419 Punkte).
Nach der verpassten Bundesliga-Qualifikation ging die Mannschaft auf Freundschaftsspielreise, diesmal in den hohen Norden nach Island. Dort traf man auf Einladung von Fram Reykjavík unter anderem auf den isländischen Rekordmeister KR Reykjavík (2:0-Sieg) und die isländische Fußballnationalmannschaft (4:2-Sieg). Schon vor der Reise kam es zu internationalen Freundschaftsspielen, wie so oft in den 1950er und 1960er Jahren. Besonders bemerkenswert war die Partie am 9. Mai 1962 gegen Ipswich Town. Holstein Kiel schlug den amtierenden englischen Meister mit 2:1 (1:1), obwohl in der Startelf vier Amateurspieler gestanden hatten.
Zu einer Premiere im deutschen Fußball kam es am 26. Oktober 1957, als zum allerersten Mal im deutschen Fernsehen ein Ligapunktspiel in voller Länge übertragen wurde. Auf der Adolf-Jäger-Kampfbahn in Hamburg-Altona traf im Spiel der Oberliga Nord Altona 93 auf Holstein Kiel (0:0). Ein weiterer Erfolg vor der Gründung der Bundesliga war der Gewinn der damals beim Publikum noch sehr beliebten deutschen Amateurmeisterschaft 1961. Mit 5:1 gewannen die Amateure der KSV das Endspiel gegen den Siegburger SV 04 – vor mehr als 70.000 Zuschauern im Niedersachsenstadion in Hannover.
→ Daten zum Endspiel der deutschen Amateurmeisterschaft 1961

### Zweitklassigkeit – Regionalliga (1963–1974)
Aufgrund der misslungenen Qualifikation für die Bundesliga spielte Holstein Kiel fortan in der neu geschaffenen Regionalliga Nord (zweitklassig). Sie war von 1963 bis 1974 eine von fünf zweitklassigen Ligen in Deutschland. Die Regionalliga Nord bestand wie die Oberliga Nord aus Vereinen der vier Fußballverbände Niedersachsen, Schleswig-Holstein, Bremen und Hamburg.
Die erfolgreichste Regionalliga Nord Spielzeit war die Saison 1964/65. Im Sommer 1965 spielte die KSV als Meister der Regionalliga Nord um den Aufstieg in die Bundesliga, scheiterte in der Aufstiegsrunde jedoch an Borussia Mönchengladbach. Nach zwei Siegen, zwei Unentschieden, zwei Niederlagen und einem Torverhältnis von 12:9 Toren stand die KSV am Ende auf Platz 3.
→ Spieldaten zur Bundesliga-Aufstiegsrunde 1965

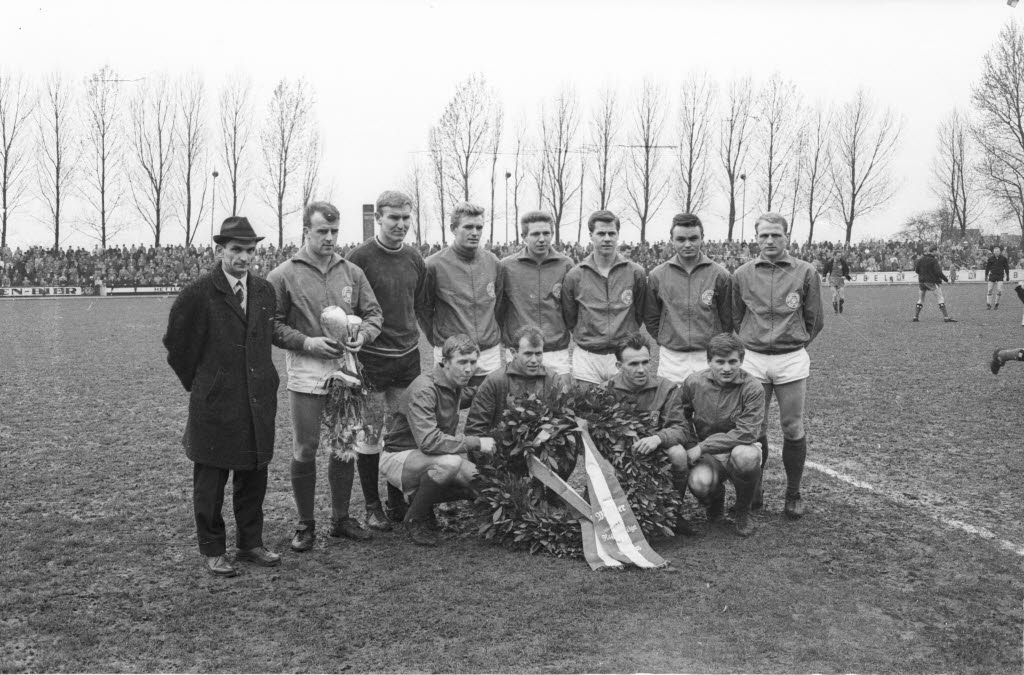
Mannschaftsehrung zum Gewinn der Regionalliga Nord in der Saison 1964/65

1966, 1967 und 1970 wurde die KSV Dritter und verfehlte die Aufstiegsrunde nur knapp. Die Gründung der Bundesliga machte sich allmählich in den gesunkenen Zuschauerzahlen bemerkbar und der Verein geriet Anfang der 1970er Jahre in finanzielle Nöte. 1973 verkaufte der Verein aufgrund von Schulden seine Sportanlagen an die Stadt Kiel, welche der Verein 1950 zum 50. Vereinsjubiläum von der Stadt Kiel zu Ehren noch geschenkt bekommen hatte. Holstein Kiel zählt neben dem FC St. Pauli, VfL Osnabrück, VfL Wolfsburg, Arminia Hannover, VfB Lübeck und Bremerhaven 93 zu den Vereinen, die alle elf Spielzeiten von 1963 bis 1974 in der Regionalliga Nord gespielt haben. In der Ewigen Tabelle der Regionalliga Nord von 1963 bis 1974 belegt Holstein Kiel Platz 4 hinter dem VfL Wolfsburg, VfL Osnabrück und FC St. Pauli (364 Spiele: 174 Siege, 84 Unentschieden, 106 Niederlagen; 691:513 Tore, 432:296 Punkte).
Für die 1974/75 neu gegründete zweigleisige 2. Bundesliga erhielt die Regionalliga Nord insgesamt sieben Plätze. Diese wurden nach einer Fünfjahreswertung vergeben, wobei die Regionalliga Nord Saisons 69/70 und 70/71 einfach, 71/72 und 72/73 zweifach, die Saison 73/74 aber vierfach gewertet wurden. Bei Punktgleichheit entschied die bessere Platzierung der Saison 1973/74. Die KSV Holstein belegte bei dieser Fünfjahreswertung mit 91 Punkten Platz 8, punktgleich mit dem VfB Lübeck (9) und dem TSR Olympia Wilhelmshaven (7). Olympia Wilhelmshaven war mit Platz 7 in der Abschlusstabelle der Saison 1973/74 besser platziert als Holstein Kiel (13) und der VfB Lübeck (16) und sicherte sich so einen Platz in der 2. Bundesliga Nord. Holstein Kiel war damit zum ersten Mal in der Vereinsgeschichte drittklassig und spielte fortan in der 1974/75 wiedergegründeten Oberliga Nord.

### Dritt- und Zweitklassigkeit – Oberliga und 2. Bundesliga (1974–1994)
Die Oberliga Nord (nun drittklassig), in den Anfangsjahren noch Amateur-Oberliga Nord genannt, bestand wie ihr gleichnamiger, jedoch höherklassiger Vorgänger (1947–1963) aus Vereinen der Verbände Hamburg, Bremen, Niedersachsen und Schleswig-Holstein. In den ersten beiden Spielzeiten, 1974/75 und 1975/76, belegte die KSV den 10. und den 13. Platz. Nach der Saison 1976/77 spielte die Mannschaft als Drittplatzierter um den Aufstieg in die 2. Bundesliga Nord, scheiterte in der Aufstiegsrunde jedoch an Rot-Weiß Lüdenscheid; man beendete die Runde mit zwei Siegen, vier Niederlagen und einem Torverhältnis von 9:11 Toren auf dem dritten Platz.
→ Daten zu den Spielen der Aufstiegsrunde für die 2. Bundesliga Nord 1977

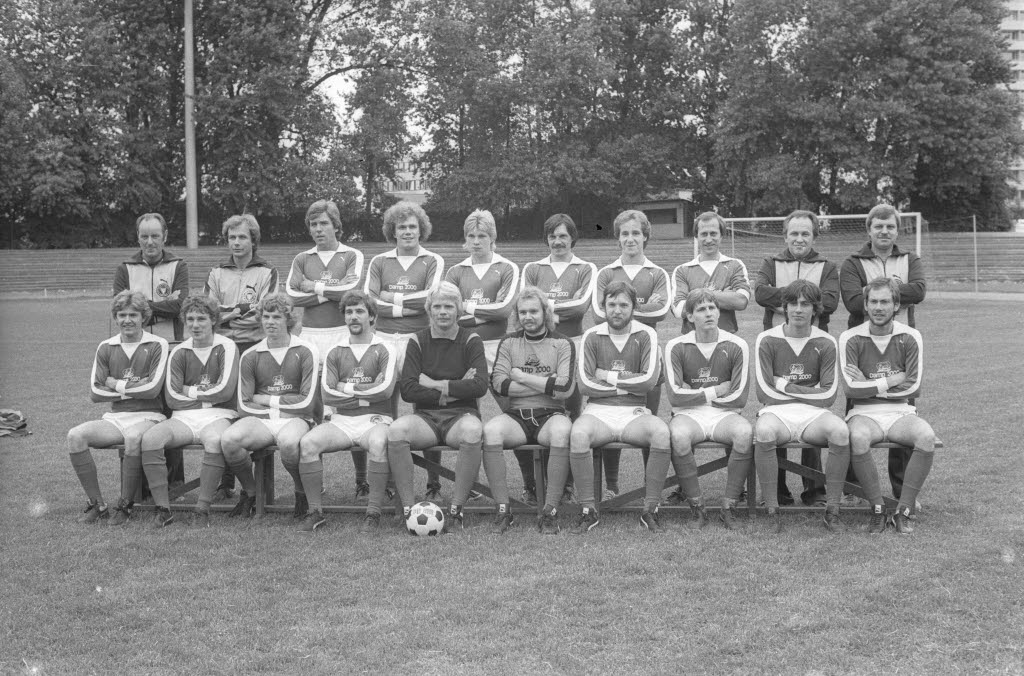
Mannschaft von Holstein Kiel in der Saison 1978/79

In der Saison 1977/78 war Holstein Kiel als Viertplatzierter berechtigt, an der Aufstiegsrunde zur 2. Fußball-Bundesliga Nord teilzunehmen. Zuvor musste die Mannschaft jedoch den Verlierer des Endspiels um die Westfalenmeisterschaft, den 1. FC Paderborn (heute: SC Paderborn) schlagen. Nach zwei Unentschieden (jeweils 2:2) gewann die KSV das entscheidende dritte Spiel auf neutralem Platz in Osnabrück mit 5:3 (1:1 n. V.) nach Elfmeterschießen. In der Aufstiegsrunde traf der Verein auf OSV Hannover, Olympia Bocholt und Wacker 04 Berlin. Durch einen 1:0-Heimsieg über Wacker 04 Berlin sicherten sich die Störche am letzten Spieltag Platz 2 und stiegen in die 2. Bundesliga Nord auf.
→ Daten zu den Spielen der Aufstiegsrunde für die 2. Bundesliga Nord 1978
Die 2. Bundesliga Nord bestand aus Vereinen der Verbände von Nordrhein-Westfalen, West-Berlin, Niedersachsen, Bremen, Hamburg und Schleswig-Holstein. Von 1978 bis 1981 spielte die KSV in der damals noch zweigleisigen 2. Fußball-Bundesliga. 1978/79 und 1979/80 erreichte die Mannschaft Platz 14. Die Saison 1980/81 beendete man auf Platz 19. Durch die Zweitliga-Reform 1981/82, die eine eingleisige, bundesweite Liga mit sich brachte, wurde die KSV wie 22 andere Vereine in der damals zweigleisigen 42 mannschaftsstarken zweiten Spielklasse, wieder drittklassig. Neben technischen Qualifikationskriterien entschied eine Dreijahreswertung darüber, wer in die neue 2. Bundesliga aufsteigen durfte. Am Ende sollten aus dem Norden und dem Süden jeweils zehn Mannschaften vertreten sein. Holstein Kiel belegte in dieser Wertung Platz 19 im Norden und musste daher in die drittklassige Oberliga Nord.
In der Oberliga Nord (damals drittklassig) spielten die Störche durchgehend von 1981 bis zur Drittliga-Reform 1994/95. Die erfolgreichste Spielzeit war die Saison 1982/83. Am Ende belegte Holstein Kiel den 3. Tabellenplatz; 1987, 1989 und 1991 wurde Platz 4 erreicht. Größtenteils belegte man einstellige Tabellenplätze jedoch ohne im Aufstiegsrennen zur 2. Bundesliga eine Rolle zu spielen. Zu Beginn der 90er Jahre geriet der Verein in enorme finanzielle Schwierigkeiten. Die unattraktive Liga, was die sinkenden Zuschauerzahlen verdeutlichen und leere Kassen zwangen den Verein fast in den Ruin. Im Holstein-Stadion zerfiel zusehends die Bausubstanz und einige Tribünenbereiche wurden gar komplett gesperrt. 1994 stand der Verein nach 1989 (damals strichen Banken Schulden von 400.000 DM) zum zweiten Mal kurz vor dem Konkurs und der Schuldenstand (180.000 DM) war kaum zu bewältigen. Die glorreichen Zeiten der Vergangenheit waren kurz vor dem 100-jährigen Vereinsjubiläum in weite Ferne gerückt. Durch Investitionen von Sponsoren und Gründung einer Sport-Marketing GmbH wurden noch rechtzeitig die Weichen für professionelle Weiterarbeit gestellt, so dass der Verein nur hauchdünn an der Insolvenz und somit der Löschung aus den Vereinsregistern vorbeirauschte.
In der Ewigen Tabelle der Oberliga Nord von 1974 bis 1994 belegt Holstein Kiel Platz 4, hinter dem VfB Oldenburg, dem VfL Wolfsburg und Werder Bremen II (566 Spiele, 243 Siege, 150 Unentschieden, 173 Niederlagen; 913:757 Tore, 636:496 Punkte).

### Dritt- und Viertklassigkeit – Regionalliga und Oberliga (1994–2007)
In der Saison 1994/95 führte der DFB die Regionalligen als neue dritthöchste Spielklasse ein. Die Platzierungen 1–14 der Abschlusstabelle der Oberliga Nord Saison 1993/94 entschieden darüber, wer sich für die neue, zunächst dreigleisige Liga qualifizierte. Zum Abschluss belegte die KSV den 7. Tabellenplatz und war somit für die Regionalliga Nord qualifiziert. Diese bestand wie ihr gleichnamiger, jedoch höherklassiger Vorgänger (1963–1974) aus Vereinen der Verbände Niedersachsen, Bremen, Hamburg und Schleswig-Holstein. Nachdem man in der Premierensaison Platz 11 belegt hatte, stieg Holstein Kiel im Jahr darauf als Tabellenletzter aus der Regionalliga Nord ab. Am Ende fehlten zwei Punkte, um die erstmalige Viertklassigkeit zu verhindern; fortan spielte man in der 1994/95 gegründeten Oberliga Hamburg/Schleswig-Holstein.
Nach zwei Jahren in der Oberliga Hamburg/Schleswig-Holstein kehrte Holstein Kiel im Sommer 1998 wieder in die Regionalliga Nord zurück und spielte dort bis zum erneuten Abstieg im Sommer 2000. Diesmal hatte die Drittliga-Reform 2000/01 Auswirkungen auf den Abstieg. Die vier Regionalligen wurden auf zwei Staffeln (Nord und Süd) reduziert. Kiel stieg als Achtplatzierter erneut in die Oberliga Hamburg/Schleswig-Holstein ab, da sich nur die ersten sechs Teams für die neue zweigleisige Regionalliga qualifizierten. In der Ewigen Tabelle der Regionalliga Nord von 1994 bis 2000 belegt Holstein Kiel Platz 14 (136 Spiele, 46 Siege, 34 Unentschieden, 56 Niederlagen; 184:215 Tore, 172 Punkte).
Nach dem zweiten Abstieg in die Viertklassigkeit gelang der direkte Wiederaufstieg. Aufgrund der Drittliga-Reform 2000/01 stiegen die Meister der Oberliga Hamburg/Schleswig-Holstein und der Oberliga Niedersachsen/Bremen nicht wie gewohnt direkt auf; sie mussten fortan gegeneinander um den Aufstieg in die neue zweigleisige Regionalliga spielen. Holstein Kiel traf als Meister auf den Niedersachsen/Bremen-Meister 1. SC Göttingen 05 (heute I. SC Göttingen 05). Der 1. SC Göttingen 05 setzte sich in den Aufstiegsspielen nach einem 0:2 im Hinspiel mit 3:0 im Rückspiel durch. Doch aus wirtschaftlichen Gründen (Insolvenz, mangels Masse nicht erfolgreich beendet) wurde den Niedersachsen die Lizenz für die Regionalliga Nord verweigert und der Verein aus dem Vereinsregister gestrichen, wodurch die KSV als erster Nachrücker nun doch in die Regionalliga Nord aufgestiegen war. In der Ewigen Tabelle der Oberliga Hamburg/Schleswig-Holstein von 1994 bis 2004 belegt Holstein Kiel Platz 16 (92 Spiele, 58 Siege, 17 Unentschieden, 17 Niederlagen; 187:90 Tore, 191 Punkte).
→ Daten zur Aufstiegsrunde zur Regionalliga Nord 2001

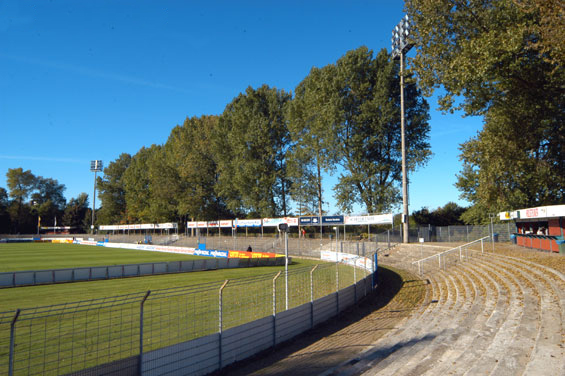
Blick auf die alte Gegengerade vor dem Umbau im Sommer 2006

In der zweigleisigen Regionalliga (damals drittklassig) kämpfte die KSV erneut gegen den Abstieg und belegte vier Jahre in Folge hintere Tabellenplätze. Die gleichnamige, jedoch geografisch größere Regionalliga Nord existierte von 2000 bis 2008 und bestand vornehmlich aus Vereinen aus drei (NFV, NOFV und WFLV) der insgesamt fünf deutschen Regionalverbände. Die Saison 2005/06 in der Regionalliga Nord endete nach der Herbstmeisterschaft auf dem 4. Tabellenplatz. Am Ende der Saison 2005/06 erklärte die Deutsche Fußball Liga (DFL), dass das Stadion von den für die Lizenzierung zuständigen DFB-Kontrollgremien als nicht mehr drittligatauglich eingestuft wurde. Es erfolgten Modernisierungsmaßnahmen am Holstein-Stadion, womit der Verein die von der DFL und dem DFB geforderten Sicherheits- und medientechnischen Lizenzauflagen erfüllte.
Nach der Saison 2006/07 stieg der Verein zum dritten Mal in die Viertklassigkeit ab. Seit Einführung der Drei-Punkte-Regel in der Saison 1995/96, war noch kein Absteiger aus den ersten drei Ligen mit einer so hohen Punktzahl abgestiegen. Am Ende kamen gleich vier Vereine auf 48 Punkte, von denen Holstein Kiel das schlechteste Torverhältnis hatte und daher in die 2004/05 wiedergegründete viertklassige Oberliga Nord abstieg. In der Ewigen Tabelle der Regionalliga Nord von 2000 bis 2008 belegt Holstein Kiel Platz 7 (210 Spiele, 77 Siege, 57 Unentschieden, 76 Niederlagen; 302:301 Tore, 288 Punkte).

### Viert- und Drittklassigkeit – Ober-/Regionalliga und 3. Liga (2007–2017)
Am Ende der Saison 2006/07 stieg Holstein Kiel in die Oberliga Nord (damals viertklassig) ab, die in der Saison 2004/05 aus den beiden Oberligen Staffeln Hamburg/Schleswig-Holstein und Niedersachsen/Bremen wiedergegründet worden war. Durch das Zusammenlegen der beiden Staffeln erhoffte sich der NFV das Leistungsgefälle zur nächsthöheren Spielklasse, der zweigleisigen Regionalliga, zu reduzieren. Die Oberliga Nord Saison 2007/08 verlief für die Störche sehr erfolgreich. Zwei Spieltage vor Saisonschluss gewann die Mannschaft die Meisterschaft durch einen 2:0-Auswärtssieg gegen die zweite Mannschaft von Eintracht Braunschweig. Aufgrund der Drittliga-Reform von 2008/09, die eine eingleisige, bundesweite 3. Liga zum Ergebnis hatte, stieg der Meister der Oberliga Nord, nicht wie bis dahin üblich, direkt in die dritthöchste Klasse auf. Vielmehr qualifizierten sich die ersten fünf Mannschaften der letzten Oberliga Nord Saison 2007/08 direkt und eine weitere Mannschaft über eine Aufstiegsrunde für die neue dreigleisige Regionalliga (viertklassig). In der Ewigen Tabelle der Oberliga Nord von 2004 bis 2008 belegt Holstein Kiel Platz 18 (34 Spiele, 20 Siege, 9 Unentschieden, 5 Niederlagen; 73:28 Tore, 69 Punkte).
Zusätzlich zum Gewinn der Oberliga Nord Meisterschaft 2007/08 gewann Holstein Kiel am 4. Juni 2008 zum zehnten Mal den Schleswig-Holsteinischen Landespokal (SHFV-Pokal). Im Endspiel schlug die KSV den Erzrivalen VfB Lübeck mit 1:0 und qualifizierte sich somit für den DFB-Pokal 2008/09.
In der Spielzeit 2008/09 gehörte Holstein Kiel von Beginn an zu den Teams an der Tabellenspitze der neu reformierten Regionalliga Nord. Die Regionalliga Nord bestand damals vornehmlich aus Vereinen aus den Regionalverbänden des Norddeutschen Fußball-Verbandes (kurz NFV) und des Nordostdeutschen Fußballverbandes (kurz NOFV). Am letzten Spieltag kam es zum Fernduell mit dem Halleschen FC um den Aufstieg in die 3. Liga. Holstein Kiel gewann das letzte Ligaspiel gegen den VfB Lübeck mit 1:0, während der Hallesche FC gegen den VFC Plauen mit 0:1 unterlag. Damit wurde Holstein Kiel Meister der Regionalliga Nord und stieg in die 3. Liga auf. Der Verein spielte damit zum ersten Mal in seiner langen Vereinsgeschichte in einer bundesweiten Liga. Doch nach einer Saison stieg man direkt wieder ab und spielte ab der Saison 2010/11 wieder in der viertklassigen Regionalliga Nord. In der ersten Saison nach dem Abstieg belegte der Verein Platz 6 der Tabelle. 2011/12 verpasste man am letzten Spieltag den Aufstieg; trotz einer Heimbilanz von 15 Siegen und zwei Unentschieden (so zuletzt in der Saison 1986/87) fehlten am Ende zwei Punkte auf den Aufsteiger Hallescher FC. In der Ewigen Tabelle der Regionalliga Nord von 2008 bis 2012 belegt Holstein Kiel Platz 3 (102 Spiele, 60 Siege, 23 Unentschieden, 19 Niederlagen; 192:89 Tore, 203 Punkte).
In der Saison 2012/13 nahm der Verein an der erneut reformierten Regionalliga teil, die anstelle von drei seitdem aus fünf Staffeln bestand. Obwohl die Regionalliga viertklassig blieb, beschränkt sich die Liga auf die Bundesländer Schleswig-Holstein, Hamburg, Bremen und Niedersachsen und erinnert somit geographisch wieder an die alte Oberliga (1947–1963, 1974–1994 und 2004–2008) und die alte Regionalliga (1963–1974, 1994–2000). 2013 gewann Kiel die Meisterschaft sowie die anschließenden Aufstiegsspiele gegen den KSV Hessen Kassel mit 2:0 und 2:1 und kehrte in die 3. Liga zurück.
→ Daten zur Aufstiegsrunde zur 3. Liga 2013
Die erste Saison nach dem Wiederaufstieg 2013 endete fast mit dem direkten Wiederabstieg. Durch einen 3:1-Auswärtssieg beim späteren Aufsteiger SV Darmstadt 98 konnte am letzten Spieltag der Klassenerhalt noch gesichert werden. In der darauffolgenden Saison 2014/15 qualifizierte sich Holstein Kiel durch das Erreichen des dritten Platzes für die Relegationsspiele zur 2. Bundesliga gegen den TSV 1860 München. Nach einem 0:0 im heimischen Stadion verlor man im Rückspiel in München nach einer Führung durch ein Tor in der Nachspielzeit noch mit 1:2 und verpasste somit den Aufstieg in die 2. Bundesliga.
→ Daten zur Relegation zur 2. Bundesliga 2015
Nach einer Saison 2015/16 im unteren Mittelfeld der 3. Liga schaffte Holstein Kiel durch einen 1:0-Auswärtssieg bei der SG Sonnenhof Großaspach am 37. Spieltag der Saison 2016/17 den Aufstieg in die 2. Bundesliga. Der Verein erreichte damit nach 36 Jahren wieder die Zweitklassigkeit.

### Zweit- und Erstklassigkeit – 2. Bundesliga und Bundesliga (2017–)
Nach dem Aufstieg in die 2. Bundesliga und dem Gewinn der Herbstmeisterschaft zur Hinrunde der Saison 2017/18 kürte der Landessportverband Schleswig-Holstein erstmals den Verein zur Schleswig-Holsteinischen Mannschaft des Jahres 2017. Zum Abschluss der ersten Zweitligasaison 2017/18 qualifizierte sich Holstein Kiel am vorletzten Spieltag durch ein 1:1 bei Fortuna Düsseldorf als Tabellendritter, hinter dem 1. FC Nürnberg und Fortuna Düsseldorf, für die Relegationsspiele zur Bundesliga gegen den Tabellen-Sechzehnten der Bundesliga, den VfL Wolfsburg. Nach einer 1:3 Hinspiel-Niederlage in Wolfsburg verlor man auch das Rückspiel in Kiel mit 0:1 und verpasste somit den Aufstieg in die Bundesliga.
→ Daten zur Relegation zur Bundesliga 2018
In den darauffolgenden beiden Zweitligasaisons konnte Holstein Kiel durch das Erreichen von Mittelfeldplätzen die Spielklasse halten und somit die Weichen für eine verbesserte Infrastruktur und Professionalisierung stellen. Durch Investitionen in das Holstein-Stadion und weitere Infrastrukturmaßnahmen im und um das Vereinsumfeld (siehe Holstein-Stadion – Weichenstellung für den Profifußball (seit 2017)) wurden die von der DFL und dem DFB reglementierten Infrastruktur- und medientechnischen Lizenzauflagen umgesetzt, um die geforderten Auflagen für den weiteren Spielbetrieb zu erfüllen. Die Zweitligasaison 2020/21 verlief für die Störche sportlich erfolgreich und der Verein spielte größtenteils im oberen Tabellendrittel mit. Die KSV Holstein sicherte sich kurz vor Saisonende durch einen 3:2-Sieg im Nachholspiel gegen den SSV Jahn Regensburg den dritten Tabellenplatz und somit auch die Möglichkeit, an den letzten beiden Spieltagen aus eigener Kraft einen direkten Aufstiegsplatz in die 1. Bundesliga zu belegen. Durch zwei 2:3-Niederlagen gegen den Karlsruher SC und dem SV Darmstadt 98 beendete die KSV die Saison hinter dem VfL Bochum und der SpVgg Greuther Fürth letztendlich als Tabellendritter und qualifizierte sich dadurch zum zweiten Mal für die Relegationsspiele zur Bundesliga gegen den Tabellen-Sechzehnten der Bundesliga, den 1. FC Köln. Nach einem 1:0-Hinspiel-Sieg beim 1. FC Köln verlor Holstein Kiel das Rückspiel in Kiel mit 1:5 und verpasste somit den Aufstieg in die Bundesliga.
→ Daten zur Relegation zur Bundesliga 2021

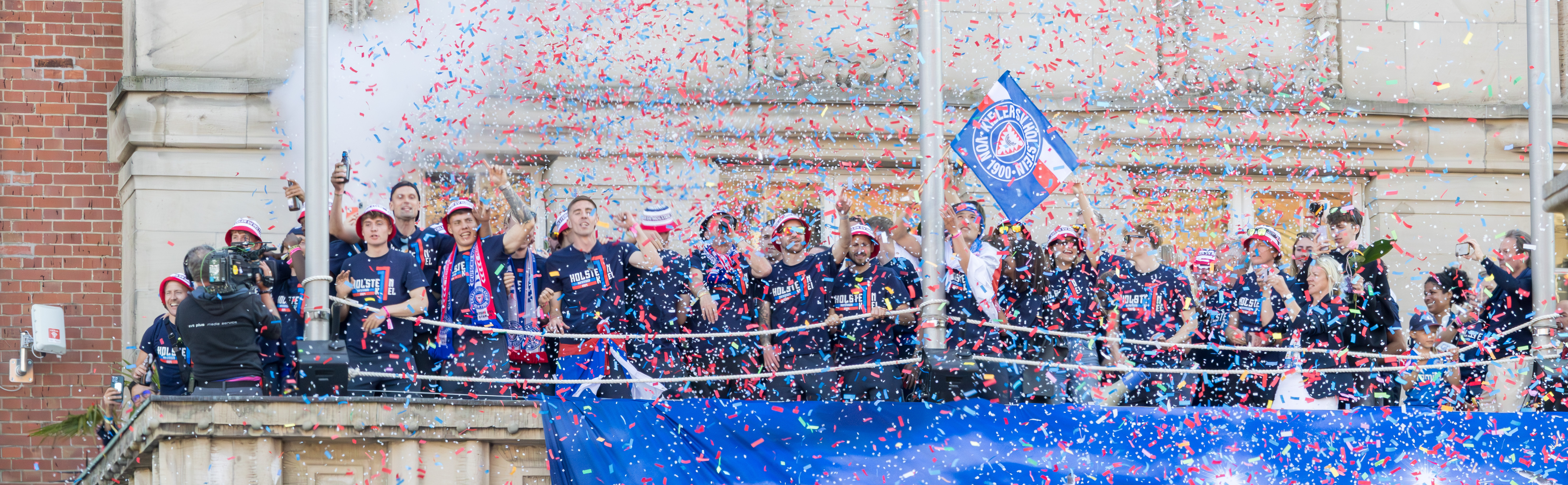
Die Bundesliga-Aufstiegsmannschaft 2024 auf dem Balkon des Kieler Rathauses

In den folgenden beiden Spielzeiten belegte die Mannschaft jeweils mittlere Tabellenplätze und konnte die Spielklasse relativ ungefährdet halten. In der Saison 2023/24 beendete der Verein die Hinrunde auf dem ersten Tabellenplatz und überwinterte zum zweiten Mal in der Vereinsgeschichte als Zweitliga-Herbstmeister. Nachdem man auch in der gesamten Rückrunde die ersten drei Tabellenplätze nicht verlassen hatte, sicherte sich die Mannschaft am 11. Mai 2024 nach einem 1:1 gegen Fortuna Düsseldorf am vorletzten Spieltag den Aufstieg in die Bundesliga. Der Verein ist somit der erste Verein aus dem Bundesland Schleswig-Holstein, der in der Fußball-Bundesliga spielt. In der Aufstiegssaison brach der Verein mehrere Auswärts-Rekorde seit dem Bestehen der eingleisigen 2. Bundesliga im Jahr 1981. Mit zwölf Auswärtssiegen holte der Verein die meisten je geholten Auswärtssiege in der 2. Bundesliga. Die Rekordzahl lag zuvor bei erreichten elf Auswärtssiegen, welche der SC Freiburg (Saison 1992/93 mit 46.Spieltagen), der 1. FSV Mainz 05 (Saison 2008/09 mit 34.Spieltagen) und Hertha BSC (Saison 2010/11 mit 34.Spieltagen) holten. Zugleich holte man mit insgesamt 39 erzielten Auswärtspunkten den Rekord für die meisten erreichten Auswärtspunkte seit Einführung der Drei-Punkte-Regel in der Saison 1995/96. Zudem erzielte man in jedem Auswärtsspiel einen eigenen Treffer, was bisher auch ein Novum in der 2. Bundesliga war. Nach dem Aufstieg in die Bundesliga kündigte der Verein ähnlich wie beim Zweitliga-Aufstieg im Sommer 2017 an, erneute Umbaumaßnahmen im und um das Holstein-Stadion umzusetzen, um die geforderten Auflagen der DFL zu erfüllen.
In der ersten Saison der Vereinsgeschichte im 1963 gegründeten Fußball-Oberhaus, stieg der Verein in der Premierensaison direkt wieder ab und spielt ab der Saison 2025/26 wieder in der 2. Bundesliga. Dem Verein gelang es ausschließlich in den ersten beiden Spieltagen einen nicht direkten Abstiegsplatz zu belegen und stieg am vorletzten Bundesliga-Spieltag ab. Mit 16 erzielten Auswärtstoren in Folge brach der Verein den Bundesliga-Rekord des 1. FC Köln aus dem Jahr 1963/64, dem dies zuvor in seinen ersten 15 Auswärtsspielen im deutschen Oberhaus durchweg gelang.

### DFB-Pokal und Vorgänger
Der NFV schrieb 1924 erstmals einen Pokalwettbewerb aus, der sich jedoch keiner sonderlich großen Popularität erfreute und deswegen 1928 wieder eingestellt wurde. Teilnahmeberechtigt waren die damaligen Sieger der NFV-Kreise. Holstein Kiel gewann drei der vier Austragungen (1925 7:0 gegen Bremer SV, 1926 3:1 gegen Eimsbütteler TV und 1928 3:1 gegen Phönix Lübeck) und erreichte 1927 das Finale (1:3 gegen Hamburger SV). Für den insgesamt neun Mal ausgetragenen Tschammer-Pokal, von 1935 bis 1943 der Vorgänger des heutigen DFB-Pokals, qualifizierte sich der Verein 6-mal für die deutschlandweiten Paarungen der 1. Schlussrunde. Bei der ersten Teilnahme erreichte Holstein Kiel die 2. Schlussrunde, 1937 das Achtelfinale und 1943 das Viertelfinale. Der größte Erfolg war die Halbfinalteilnahme 1941. Der Verein erreichte als erste schleswig-holsteinische Mannschaft ein deutsches Pokal-Halbfinale, verlor dieses jedoch beim FC Schalke 04 mit 0:6. Auf dem Weg ins Halbfinale schlug man den Hamburger SV mit 2:1, den SV Werder Bremen mit 2:1, im Achtelfinale Blau-Weiß 90 Berlin mit 4:0 und im Viertelfinale 1. SV Jena (heute: FC Carl Zeiss Jena) mit 2:1.

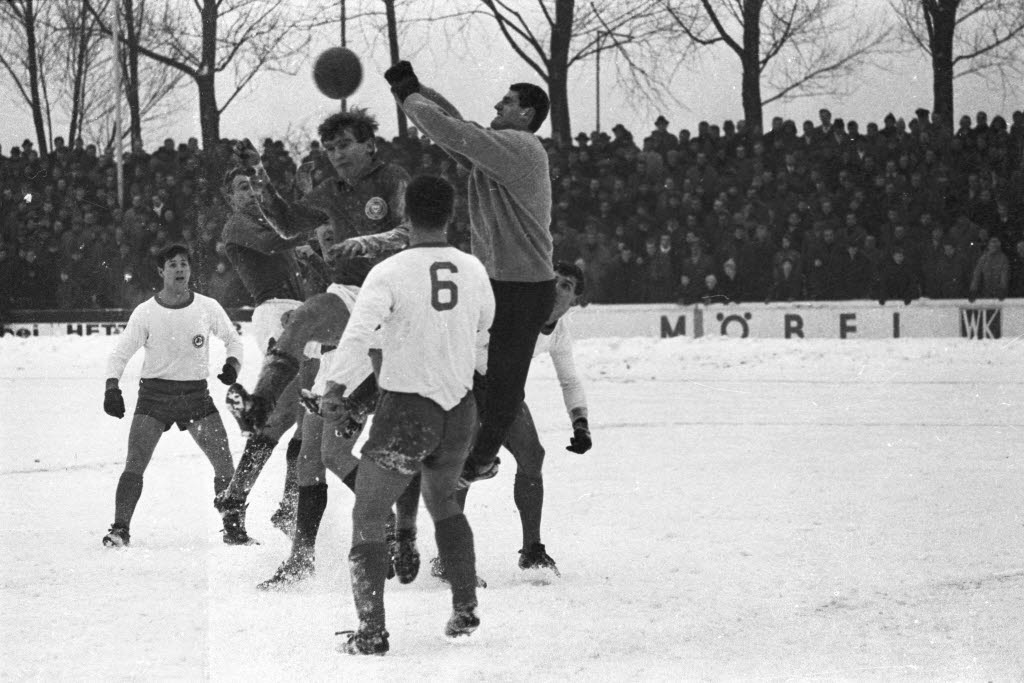
DFB-Pokal Spielszene gegen Arminia Bielefeld im Januar 1966 im Holstein-Stadion

Für den seit 1952 wieder ausgetragenen DFB-Pokal qualifizierten sich die Störche 30-mal. Für Holstein Kiel endete das Turnier 13-mal in der 1. Runde (1971/72, 1975/76, 1980/81, 1991/92, 1994/95, 1996/97, 2003/04, 2005/06, 2007/08, 2008/09, 2014/15, 2015/16, 2022/23), neunmal erreichte die Mannschaft die 2. Runde (1974/75, 1979/80, 1983/84, 2002/03, 2017/18, 2019/20, 2021/22, 2023/24, 2024/25), einmal die 3. Runde (1981/82), fünfmal war im Achtelfinale Schluss (1961/62, 1965/66, 1970/71, 1978/79, 2018/19), einmal im Viertelfinale (2011/12) und einmal im Halbfinale (2020/21). 2011/12 erreichte Holstein Kiel nach Erfolgen über den Zweitligisten Energie Cottbus, den Zweitligisten MSV Duisburg sowie den Bundesligisten 1. FSV Mainz 05 erstmals seit dem Zweiten Weltkrieg wieder das Viertelfinale im deutschen Pokalwettbewerb, in dem man dem damals amtierenden Deutschen Meister und späteren Pokalsieger Borussia Dortmund mit 0:4 unterlag. Holstein Kiel, der 1. FC Magdeburg (Pokalsaison 2000/01), der 1. FC Saarbrücken (Pokalsaison 2019/20) und Rot-Weiss Essen (Pokalsaison 2020/21) sind die einzigen vier Vereine in der deutschen Pokalhistorie, die als Viertligisten mindestens das Viertelfinale erreicht haben. Für eine Pokalüberraschung sorgte der Verein in der DFB-Pokal-Saison 2020/21, in der man in der 2. Hauptrunde den amtierenden Triple-Sieger FC Bayern München mit 6:5 (2:2 n. V.) nach Elfmeterschießen besiegte und im weiteren Verlauf des Wettbewerbs erstmals nach 80 Jahren wieder ein Pokal-Halbfinale erreicht hat, in welchem man beim späteren Pokalsieger Borussia Dortmund mit 5:0 unterlag.
Von 1952/53 bis 1973/74 qualifizierte sich Holstein Kiel über den norddeutschen Pokal/NFV-Pokal (1952–1974) für den DFB-Pokal. Mit Einführung der zweigeteilten 2. Bundesliga in der Saison 1974/75 wurde das Qualifikationssystem für die Teilnahme am DFB-Pokal geändert. Neben den Teilnehmern aus der 1. und 2. Bundesliga waren künftig die Landesverbände für die Ermittlung und Benennung der „Amateurteilnehmer“ über die Austragung eines Verbandspokals zuständig. Holstein Kiel qualifizierte sich fortan, mit Ausnahme des Zeitraums der Zugehörigkeit zur 1. Liga und 2. Liga, durch den SHFV-Pokal für den DFB-Pokal. Seit Einführung der eingleisigen 3. Liga in der Saison 2008/09 qualifizieren sich ebenfalls die vier Erstplatzierten für die DFB-Pokalrunde. In der Saison 2014/15 qualifizierte sich Holstein Kiel vorab durch den dritten Platz in der 3. Liga erstmals auf diesem Wege für den DFB-Pokal und wiederholte dies 2017/18 durch Platz zwei in der Abschlusstabelle.
→ Für eine detaillierte Übersicht aller Pokalspiele siehe Teilnahmen am Tschammerpokal und DFB-Pokal seit 1935

## Erfolge, Platzierungen und Statistiken

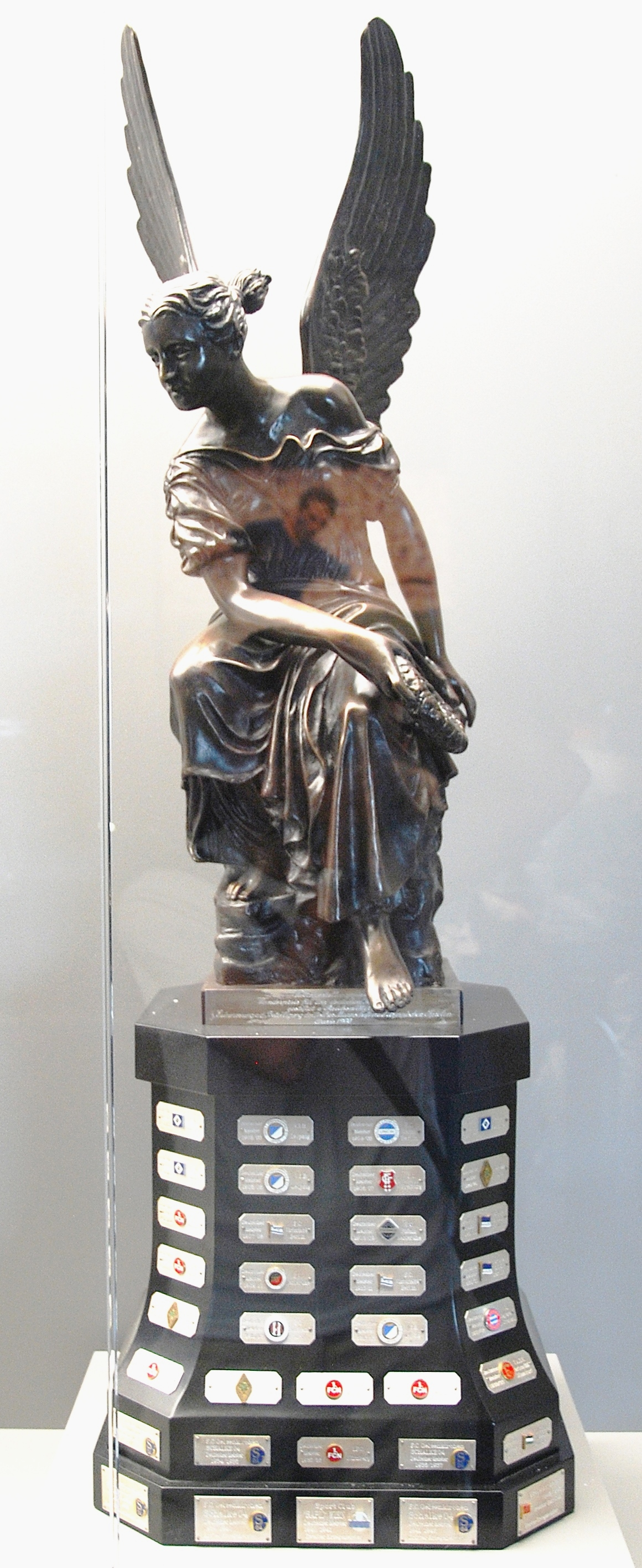
Viktoria, Pokal des Deutschen Meisters (von 1903 bis 1944)

Holstein Kiel auf dem Viktoria Pokal

Deutscher Meisterwimpel von 1912

Für eine detaillierte Übersicht der wichtigsten Erfolge, Teilnahmen und Begegnungen der Vereinsgeschichte siehe:

### Vereinserfolge

#### Meisterschaftserfolge
- National → Teilnahmen an der deutschen Meisterschaft
  - Deutscher Meister (1): 1912
    - Deutscher Vizemeister (2): 1910, 1930

  - Deutscher Akademiker-Meister (1): 1912
    - Deutscher Akademiker-Vizemeister (1): 1911

  - Deutscher Amateurmeister (1): 1961 1
  - Vizemeister der 2. Bundesliga (1): 2024 und somit Aufsteiger in die 1. Bundesliga
  - Vizemeister der 3. Liga (1): 2017 und somit Aufsteiger in die 2. Bundesliga
- Regional
  - Norddeutscher Meister (6): 1910, 1911, 1912, 1926, 1927, 1930
    - Norddeutscher Vizemeister (7): 1914, 1922, 1923, 1928, 1929, 1931, 1932

  - Vizemeister der Gauliga Nordmark (1): 1937
  - Meister der Gauliga Schleswig-Holstein (2): 1943, 1944
  - Vizemeister der erstklassigen Oberliga Nord (2): 1953, 1957
  - Meister der zweitklassigen Regionalliga Nord (1): 1965
  - Zweiter der Aufstiegsrunde 1978 und somit Aufsteiger in die 2. Bundesliga Nord
  - Meister der viertklassigen Oberliga Hamburg/Schleswig-Holstein (2): 1998, 2001
  - Meister der viertklassigen Oberliga Nord (1): 2008
  - Meister der viertklassigen Regionalliga Nord (2): 2009, 2013
  - Schleswig-Holsteinische Hallenmeisterschaft (6): 2006, 2008, 2009, 2010, 2012, 2013

Vor Einführung der Gauligen 1933, gewann Holstein Kiel alle Bezirksmeisterschaften von Schleswig-Holstein (1906 bis 1933) und qualifizierte sich somit stets für die Norddeutsche Meisterschaft wie folgt: sechs Mal in Folge Meister vom Bezirk Holstein/Lübeck (1906–1911), fünf Mal Meister des Bezirks Holstein (1912, 1913, 1917, 1919, 1920), Stadtmeister von Kiel in den Kriegsjahren 1916 und 1918, Meister der Nordkreisliga 1922. Außerdem elf Mal Meister der Bezirksliga Schleswig-Holstein (1923–1933).

#### Pokalerfolge
- National → Liste der Pokalspiele von Holstein Kiel
  - Tschammer-Pokal Halbfinalteilnahme 1941
  - Tschammer-Pokal Viertelfinalteilnahme 1943
  - DFB-Pokal Viertelfinalteilnahme 2012
  - DFB-Pokal Halbfinalteilnahme 2021
- Regional
  - Pokalsieger des Norddeutschen Fußball-Verbandes[85] (7): 1925, 1926, 1928, 1962, 1965, 1970, 1971
    - Pokalfinalist des Norddeutschen Fußball-Verbandes (3): 1927, 1954, 1956

  - Landespokalsieger Schleswig-Holstein (16): 1961 1, 1962 1, 1966 1, 1978, 1983, 1991, 1994, 1996, 2002, 2003, 2005, 2007, 2008, 2011, 2014, 2017

### Ligazugehörigkeit seit 1903
Seit 1903 spielte Holstein Kiel in den folgenden Ligen:
(I = höchste Spielklasse, II = zweithöchste Spielklasse, III = dritthöchste Spielklasse, IV= vierthöchste Spielklasse). Liga-Umbenennungen beziehungsweise Liga-Reformen sind mit inbegriffen.

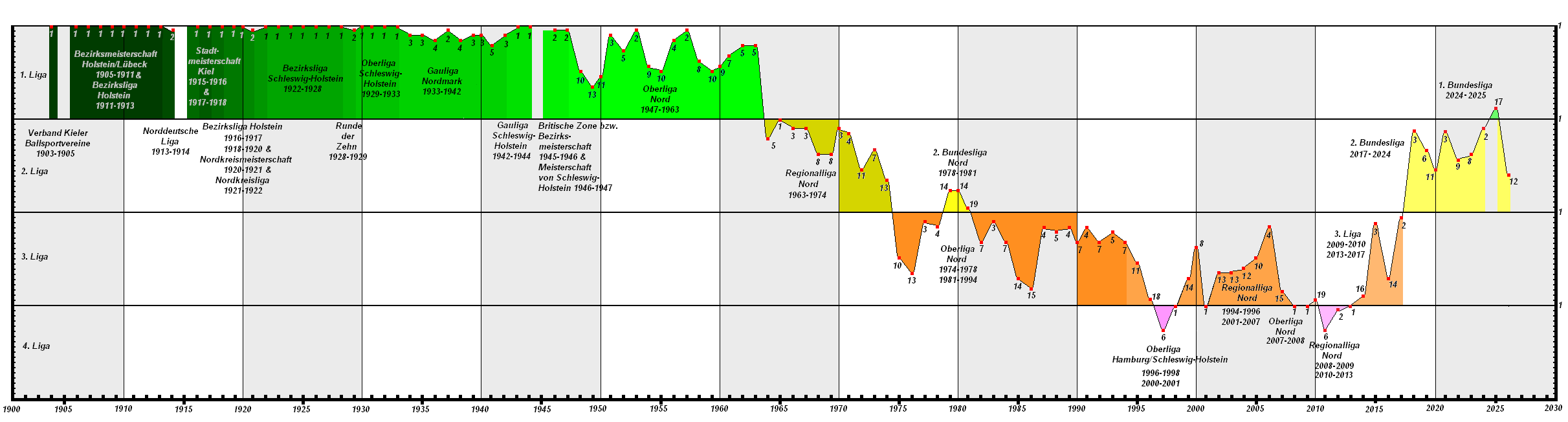
Abschlussplatzierungen von 1903 bis heute

- 1903–1905 Verband Kieler Ballspielvereine (I)
- 1905–1911 Norddeutscher Fußball-Verband[86], Bezirksmeisterschaft Holstein/Lübeck (I)
- 1911–1913 Bezirksliga Holstein (I)
- 1913–1914 Norddeutsche Liga (I)
- 1914–1915 keine Meisterschaft
- 1915–1916 Stadtmeisterschaft Kiel/Notmeisterschaften (I)[87]
- 1916–1917 Bezirksliga Holstein (I)
- 1917–1918 Stadtmeisterschaft Kiel/Notmeisterschaften (I)
- 1918–1920 Bezirksliga Holstein (I)
- 1920–1921 Norddeutsche Liga/Nordkreismeisterschaft (I)
- 1921–1922 Nordkreisliga (I)
- 1922–1924 Bezirksliga Schleswig-Holstein (I)
- 1924–1928 Bezirksliga Schleswig-Holstein, Förde-Staffel (I)
- 1928–1929 „Runde der Zehn“ (I)[88]
- 1929–1933 Oberliga Schleswig-Holstein (I)
- 1933–1942 Gauliga Nordmark (I)
- 1942–1945 Gauliga Schleswig-Holstein (I)
- 1945–1946 Bezirksmeisterschaft (britische Zone) Bezirk Ost A (I)
- 1946–1947 Bezirksmeisterschaft (britische Zone) und Landesmeisterschaft Schleswig-Holstein 1946/47 (I)
- 1947–1963 Oberliga Nord (I)
- 1963–1974 Regionalliga Nord (II)
- 1974–1978 Oberliga Nord (III)
- 1978–1981 2. Bundesliga Nord (II)
- 1981–1994 Amateuroberliga Nord/Oberliga Nord (III)
- 1994–1996 Regionalliga Nord (III)
- 1996–1998 Oberliga Hamburg/Schleswig-Holstein (IV)
- 1998–2000 Regionalliga Nord (III)
- 2000–2001 Oberliga Hamburg/Schleswig-Holstein (IV)
- 2001–2007 Regionalliga Nord (III)
- 2007–2008 Oberliga Nord (IV)
- 2008–2009 Regionalliga Nord (IV)
- 2009–2010 3. Liga (III)
- 2010–2012 Regionalliga Nord (IV)
- 2012–2013 Regionalliga Nord (IV)
- 2013–2017 3. Liga (III)
- 2017–2024 2. Bundesliga (II)
- 2024–2025 Bundesliga (I)
- 2025– 2. Bundesliga (II)

Insgesamt verbrachte der Verein 60 Jahre in der Erstklassigkeit, 22 Jahre in der Zweitklassigkeit, 32 Jahre in der Drittklassigkeit und acht Jahre in der Viertklassigkeit; dreizehnmal wechselte der Verein dabei seine Ligazugehörigkeit.

### Ewige Tabellen

#### Nach aktuellen Ligen
Die Jahreszahlen in Klammern stehen für den Zeitraum der Existenz der jeweiligen Liga
- Ewige Tabelle der Fußball-Bundesliga (1963-heute): Platz 55
- Ewige Tabelle der 2. Fußball-Bundesliga (1974-heute): Platz 39[89]
- Ewige Tabelle der 3. Fußball-Liga (2008-heute): Platz 32[90]
- Ewige Tabelle der dritt- und viertklassigen Fußball-Regionalliga (1994-heute): Platz 39[91]
- Ewige Tabelle der zweit-, dritt- und viertklassigen Fußball-Regionalliga (1963–1974, 1994–2008, 2008–heute): Platz 15

Stand: Saisonende 2024/25

#### Nach Spielklassen
Die Jahreszahlen in Klammern stehen für den Beginn der Spielklassen-Zählung unabhängig von Liga-Reformen
- Ewige Tabelle der ersten Spielklasse in Deutschland (1933-heute): Platz 32[92]
- Ewige Tabelle der zweiten Spielklasse in Deutschland (1963-heute): Platz 26[93]
- Ewige Tabelle der dritten Spielklasse in Deutschland (1978-heute): Platz 8[94]
- Ewige Tabelle der vierten Spielklasse in Deutschland (1994-heute): Platz 104[95]

Stand: Saisonende 2024/25

#### Nach ehemaligen Ligen
Die Jahreszahlen in Klammern stehen für den Zeitraum der Existenz der jeweiligen Liga
- Ewige Tabelle der erstklassigen Gauliga Nordmark (1933–1942): Platz 3
- Ewige Tabelle der erstklassigen Gauliga Schleswig-Holstein (1942–1945): Platz 1
- Ewige Tabelle der erstklassigen Fußball-Oberliga Nord (1947–1963): Platz 6[96]
- Ewige Tabelle der zweitklassigen Fußball-Regionalliga Nord (1963–1974): Platz 4[97]
- Ewige Tabelle der drittklassigen Fußball-Oberliga Nord (1974–1994): Platz 4[98]
- Ewige Tabelle der drittklassigen Fußball-Regionalliga Nord (1994–2000): Platz 14
- Ewige Tabelle der drittklassigen Fußball-Regionalliga Nord (2000–2008): Platz 7
- Ewige Tabelle der viertklassigen Oberliga Hamburg/Schleswig-Holstein (1994–2004): Platz 16[99]
- Ewige Tabelle der viertklassigen Oberliga Nord (2004–2008): Platz 18[100]
- Ewige Tabelle der viertklassigen Fußball-Regionalliga Nord (2008–2012): Platz 3

#### DFB-Pokal
Die Jahreszahl in Klammer steht für den Zeitraum der Existenz des Wettbewerbs
- Ewige Tabelle des DFB-Pokals (1935-heute): Platz 40

Stand: Saisonende 2024/25

## Spieler und Trainer

### Kader der Saison 2025/26
Stand: 13. August 2025
Kapitän der Mannschaft ist Steven Skrzybski, seine Vertreter sind Alexander Bernhardsson, Carl Johansson und Stefan Schwab.
| Nr.        | Name                   | Nat.                    | geboren am    | im Verein seit | letzter Verein                 |
| Torhüter   | Torhüter               | Torhüter                | Torhüter      | Torhüter       | Torhüter                       |
| ---------- | ---------------------- | ----------------------- | ------------- | -------------- | ------------------------------ |
| 01         | Timon Weiner           | Deutschland             | 18. Jan. 1999 | 2018           | FC Schalke 04 [Jugend]         |
| 21         | Jonas Krumrey          | Deutschland             | 25. Nov. 2003 | 2025           | FC Red Bull Salzburg           |
| 31         | Marcel Engelhardt      | Deutschland             | 5. Apr. 1993  | 2023           | FSV Zwickau                    |
| 41         | Lio Rothenhagen        | Deutschland             | 31. Aug. 2006 | 2019           | Gettorfer SC [Jugend]          |
| 42         | Tyler Doğan            | Turkei                  | 18. Nov. 2005 | 2020           | SC Vorwärts-Wacker 04 [Jugend] |
| Abwehr     |                        |                         |               |                |                                |
| 03         | Marco Komenda          | Deutschland             | 26. Nov. 1996 | 2020           | SV Meppen                      |
| 04         | Patrick Erras          | Deutschland             | 21. Jan. 1995 | 2021           | Werder Bremen                  |
| 05         | Carl Johansson         | Schweden                | 23. Mai 1994  | 2023           | IFK Göteborg                   |
| 06         | Marko Ivezić           | Serbien                 | 2. Dez. 2001  | 2023           | FK Voždovac                    |
| 13         | Ivan Nekić             | Kroatien                | 24. Dez. 2000 | 2025           | NK Varaždin                    |
| 17         | Mladen Cvjetinović     | Bosnien und Herzegowina | 18. Sep. 2003 | 2025           | FC Ingolstadt 04               |
| 23         | Lasse Rosenboom        | Deutschland             | 19. Jan. 2002 | 2023           | Werder Bremen II               |
| 26         | David Zec              | Slowenien               | 5. Jan. 2000  | 2025           | NK Celje                       |
| 29         | Niklas Niehoff         | Deutschland             | 20. Aug. 2004 | 2020           | JLZ Emsland                    |
| 40         | Leon Parduzi           | Kosovo                  | 10. Dez. 2006 | 2025           | Karlsruher SC [Jugend]         |
| 47         | John Tolkin            | Vereinigte Staaten      | 31. Juli 2002 | 2025           | New York Red Bulls             |
| Mittelfeld |                        |                         |               |                |                                |
| 07         | Steven Skrzybski       | Deutschland             | 18. Nov. 1992 | 2021           | FC Schalke 04                  |
| 08         | Finn Porath            | Deutschland             | 23. Feb. 1997 | 2019           | SpVgg Unterhaching             |
| 10         | Jonas Therkelsen       | Norwegen                | 5. Mai 2003   | 2025           | Strømsgodset IF                |
| 15         | Kasper Davidsen        | Danemark                | 25. Jan. 2005 | 2025           | Aalborg BK                     |
| 16         | Andu Kelati            | Deutschland             | 13. Aug. 2002 | 2024           | TSG 1899 Hoffenheim II         |
| 22         | Stefan Schwab          | Osterreich              | 27. Sep. 1990 | 2025           | PAOK Thessaloniki              |
| 24         | Magnus Knudsen         | Norwegen                | 15. Juni 2001 | 2024           | FK Rostow                      |
| 39         | Robert Wagner          | Deutschland             | 14. Juli 2003 | 2025           | SC Freiburg                    |
| 44         | Luca Prasse            | Deutschland             | 11. Juni 2004 | 2025           | SV Meppen                      |
| 45         | Louis Köster           | Deutschland             | 25. Jan. 2003 | 2025           | Hansa Rostock                  |
| 48         | Hamza Muqaj            | Kosovo                  | 3. Okt. 2005  | 2025           | FC Carl Zeiss Jena             |
| Sturm      |                        |                         |               |                |                                |
| 11         | Alexander Bernhardsson | Schweden                | 8. Sep. 1998  | 2024           | IF Elfsborg                    |
| 19         | Phil Harres            | Deutschland             | 25. März 2002 | 2024           | FC 08 Homburg                  |
| 25         | Marcus Müller          | Deutschland             | 20. Aug. 2002 | 2025           | VfL Osnabrück                  |

- nicht im Kader, aber unter Vertrag: Tymoteusz Puchacz

### Transfers der Saison 2025/26
Stand: 13. August 2025
| Zugänge | Abgänge |
| Sommerpause 2025 | Sommerpause 2025 |
| --- | --- |
| - Mladen Cvjetinović (FC Ingolstadt 04) - Kasper Davidsen (Aalborg BK) - Louis Köster (Hansa Rostock) - Jonas Krumrey (FC Red Bull Salzburg) - Marcus Müller (VfL Osnabrück) - Hamza Muqaj (FC Carl Zeiss Jena) - Niklas Niehoff (VfL Osnabrück; Leihende) - Leon Parduzi (Karlsruher SC U19) - Luca Prasse (SV Meppen) - Tymoteusz Puchacz (Plymouth Argyle; Leihende) - Stefan Schwab (PAOK Thessaloniki) - Jonas Therkelsen (Strømsgodset IF) - Robert Wagner (SC Freiburg; Leihe) | - Fiete Arp (Odense BK) - Timo Becker (FC Schalke 04) - Thomas Dähne (TSV 1860 München) - Lewis Holtby (NAC Breda) - Dominik Javorček (MŠK Žilina; Leihende) - Colin Kleine-Bekel (VfL Bochum) - Shūto Machino (Borussia Mönchengladbach) - Benedikt Pichler (Hannover 96) - Nicolai Remberg (Hamburger SV) - Marvin Schulz (Preußen Münster) - Jonas Sterner (Hannover 96) * |
| nach Saisonbeginn | |
| | - Max Geschwill (1. FC Magdeburg; Leihe) - Armin Gigović (BSC Young Boys) |

### Trainer und Teamverantwortliche 2024/25
Stand: 22. April 2025
| Funktion                     | Nat.        | Name                             |
| ---------------------------- | ----------- | -------------------------------- |
| Cheftrainer                  | Deutschland | Marcel Rapp                      |
| Co-Trainer                   | Deutschland | Dirk Bremser Alexander Hahn      |
| Torwarttrainer               | Deutschland | Patrik Borger Niklas Jakusch     |
| Geschäftsführer Sport        | Deutschland | Olaf Rebbe                       |
| Direktor Lizenzfußball       | Deutschland | Jan Uphues                       |
| Teammanager Lizenzmannschaft | Deutschland | Sebastian Ermuth-von Petersdorff |

### Rekordspieler und Persönlichkeiten
→ Für eine detaillierte Übersicht zu wesentlichen Daten und Persönlichkeiten siehe Liste von Nationalspielern, Rekordspielern, Torschützenkönige, besten Torschützen & bekannte ehemalige Spieler

### Trainer seit 1947
→ Für eine detaillierte Übersicht aller bisherigen Trainer der KSV Holstein seit 1947 siehe Liste der Trainer der KSV Holstein

## Amateur-, Jugend- und Frauenfußball

### Holstein Kiel II (Amateure)

#### Geschichte
Die Zweite Mannschaft beziehungsweise Reserveabteilung (früher auch Amateure genannt) wurde bereits zu Beginn der Vereinsgründung errichtet. So spielten bereits 1903 die zweite und dritte Reservemannschaft von Holstein Kiel und seinem Fusionspartner, dem 1. Kieler FV, in der zweit- und drittklassigen Kieler Stadtliga (siehe:Verband Kieler Ballspielvereine).
Nach dem Zweiten Weltkrieg wurden die Amateure 1951 in die Kreisliga Kiel eingruppiert. 1955 stieg die Mannschaft erstmals in die damals zweithöchste deutsche Spielklasse, die Amateurliga Schleswig-Holstein (heute Fußball-Oberliga Schleswig-Holstein), auf und wurde 1961 Meister. Dadurch qualifizierten sich die Amateure für die deutsche Amateurmeisterschaft, die sie durch ein 5:1 gegen den Siegburger SV 04 gewannen. 1963 stieg die Mannschaft aus der höchsten schleswig-holsteinischen Spielklasse ab. Nach dem direkten Wiederaufstieg 1964 gewannen die Amateure nach 1961 und 1962 auch 1966 den SHFV-Pokal. 1969 stieg die Mannschaft erneut aus der höchsten schleswig-holsteinischen Spielklasse ab und spielte in derselben, jedoch umbenannten und viertklassigen Verbandsliga Schleswig-Holstein ab der Saison 1993/94 wieder mit.
Gleich im ersten Jahr gewannen die Amateure 1994 die Meisterschaft und qualifizierten sich dadurch für die viertklassige Oberliga Hamburg/Schleswig-Holstein, aus der sie 1996 abstiegen. 2002 stieg die Mannschaft wieder auf und gewann 2004 die Oberliga Hamburg/Schleswig-Holstein Meisterschaft. Somit qualifizierte man sich für die neu eingeführte viertklassige Oberliga Nord.
Die Zweite Mannschaft beziehungsweise die U23 schloss die Oberliga Nord (4. Liga) Saison 2006/07 mit dem neunten Tabellenplatz ab, musste jedoch aufgrund des Abstiegs der 1. Herrenmannschaft aus der Regionalliga Nord (3. Liga) in die Verbandsliga Schleswig-Holstein (5. Liga) zwangsabsteigen. 2008 sicherte sich die Mannschaft zwei Spieltage vor Saisonende souverän die Verbandsmeisterschaft vor dem VfR Neumünster und dem TSV Kropp. In der Saison 2008/09 spielte die Zweite Mannschaft weiterhin fünftklassig, lediglich wurde die Verbandsliga Schleswig-Holstein in Schleswig-Holstein-Liga umbenannt.
In der Schleswig-Holstein-Liga verteidigte die Zweite Mannschaft 2008/09 die Meisterschaft am vorletzten Spieltag, scheiterte jedoch in der Aufstiegsrunde zur Regionalliga Nord mit 6:7 (1:0 n. V.) nach Elfmeterschießen gegen die zweite Mannschaft vom FC St. Pauli. In der Saison 2009/10 sicherte man sich zwei Spieltage vor Schluss zum dritten Mal in Folge die SH-Meisterschaft. Der Aufstieg in die viertklassige Regionalliga scheiterte wegen des Abstiegs der ersten Herrenmannschaft aus der 3. Liga. In der Saison 2017/18 qualifizierte sich die Zweite Mannschaft über den dritten Tabellenplatz in der Oberliga Schleswig-Holstein für die Relegationsspiele um den Aufstieg in die Regionalliga Nord. In der Relegation traf man auf die Vereine VfL Oldenburg, Brinkumer SV und FC Teutonia 05 Ottensen und beendete diese auf den ersten Platz, wodurch der Mannschaft der Aufstieg in die Viertklassigkeit gelang. Nach sieben Jahren in der viertklassigen Regionalliga Nord, stieg die Zweite Mannschaft in der Saison 2024/25 in die fünftklassige Oberliga Schleswig-Holstein ab.
Die Heimspiele finden in der Arena im CITTI Fussball Park, dem Trainingszentrum von Holstein Kiel im Stadtteil Projensdorf statt. Die Arena verfügt über ein Hybridrasen und bietet Platz für 1200 Zuschauer, wovon 900 Steh- und circa 300 Sitzplätze sind.

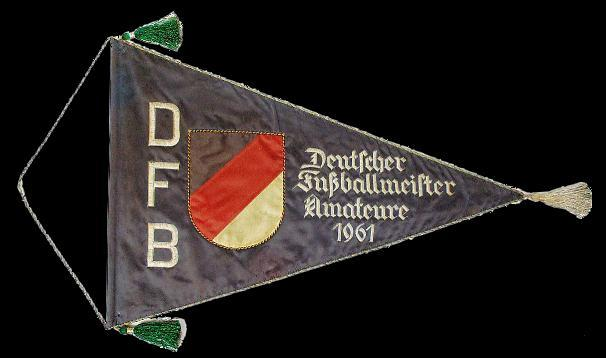
Deutscher Amateurmeisterwimpel von 1961

#### Erfolge, Platzierungen der letzten fünf Jahre und Ewige Tabelle
- Deutscher Amateurmeister 1961
- Meister der Oberliga Hamburg/Schleswig-Holstein 2004
- Meister der Verbandsliga Schleswig-Holstein 1961, 1994, 2002, 2008, 2009, 2010
- Landespokalsieger Schleswig-Holstein 1961, 1962, 1966

| Saison  | Liga              | Platz | S  | U  | N  | Tore  | Punkte |
| ------- | ----------------- | ----- | -- | -- | -- | ----- | ------ |
| 2020/21 | Regionalliga Nord | 09.   | 03 | 0  | 07 | 10:19 | 09     |
| 2021/22 | Regionalliga Nord | 04.   | 08 | 04 | 06 | 24:16 | 28     |
| 2022/23 | Regionalliga Nord | 12.   | 12 | 11 | 13 | 61:57 | 47     |
| 2023/24 | Regionalliga Nord | 05.   | 16 | 08 | 10 | 63:53 | 56     |
| 2024/25 | Regionalliga Nord | 17.   | 07 | 07 | 20 | 45:64 | 28     |

- Ewige Tabelle der dritt- und viertklassigen Fußball-Regionalliga (1994-heute): Platz 124[106]
- Ewige Tabelle der zweit-, dritt- und viertklassigen Fußball-Regionalliga (1963–1974, 1994–2008, 2008–heute): Platz 167
- Ewige Tabelle der vierten Spielklasse in Deutschland (1994-heute): Platz 79[107]
- Ewige Tabelle der fünften Spielklasse in Deutschland (2008-heute): Platz 16[108]

Stand: Saisonende 2024/25

### Jugendabteilung
Für Holstein Kiel spielte die Jugend stets eine wichtige Rolle. Die Gründung des Vereins durch Schüler ebnete von Beginn an das Interesse am Jugendfußball. Bereits 1903 hatte der Verein seine ersten Jugendmannschaften und zur deutschen Meistermannschaft von 1912 zählten schon sechs Spieler (Hans Reese, Willi Fick, Hugo Fick, David Binder, Heinrich Homeister und Ernst Möller), die das Fußballspielen in der Jugend von Holstein erlernt hatten.
Durch die gute Jugendarbeit fiel es dem Verein nicht schwer, in und nach den beiden Weltkriegen wieder eine schlagkräftige Liga-Mannschaft aufzubauen, im Gegensatz zu vielen anderen Vereinen. Weitere Spieler, die das frühe Interesse am Jugendfußball bezeugen, sind die späteren drei Nationalspieler Franz Esser, Kurt Voß und Werner Widmayer, die Teil der Vizemeisterschaft Mannschaft von 1930 waren und schon in jungen Jahren zur KSV kamen. Der hierzulande bekannteste Jugendspieler, der insgesamt 16 Jahre seine Fußballschuhe bei Holstein Kiel schnürte, ist Welt- und Europameister Andreas Köpke.
Unzählige Meistertitel und Pokalsiege auf Kreis-, Bezirks- und Landesebene sowie Spieler die den Sprung in die Bundesliga geschafft haben (unter anderem Christopher Avevor, Fin Bartels, Max Christiansen, Francisco Copado, Melvyn Lorenzen, Justin Njinmah, Fabian Reese, Sidney Sam, Philipp Sander, Jonas Sterner und Hauke Wahl), bestätigen die gute Jugendarbeit bis heute.
Die A-Jugendmannschaft der KSV spielte in der 2003/04 gegründeten A-Junioren-Bundesliga bisher 16 Spielzeiten mit. Das Team tritt in der Gruppe Nord/Nordost der dreigeteilten Bundesliga an. Für den seit 1987 erstmals ausgespielten DFB-Junioren-Vereinspokal qualifizierte sich die A-Jugend von Holstein Kiel bisher 21 Mal und ist damit Rekordteilnehmer aus Schleswig-Holstein. Die B-Jugend spielte in der 2007/08 gegründeten B-Junioren-Bundesliga bisher 15 Saisons mit. Auch die B-Jugend spielt in der Gruppe Nord/Nordost um Punkte. Die erste C-Jugend des Vereins spielte in der 2004/05 gegründeten C-Junioren Regionalliga Nord, die in dieser Altersklasse die höchste Spielklasse darstellt, bisher 19 Spielzeiten mit. Die Regionalliga umfasst die Bundesländer Hamburg, Bremen, Niedersachsen und Schleswig-Holstein.
Die Jugendmannschaften von Holstein Kiel im Überblick.

### Frauenfußball
Die Frauenfußballabteilung von Holstein Kiel besteht seit 2004 und entstand, als der damalige Regionalligist Wittenseer SV-TUS Felde seine Frauenfußballabteilung aufgelöst hatte. In der ersten Saison 2004/05 wurden die Holstein Women auf Anhieb Meister der Regionalliga Nord und spielten von 2005 bis 2011, 2012/13 und 2014–2016 in der 2. Bundesliga Nord. Neben den zwei Frauenmannschaften Holstein Women und Holstein Women II gibt es noch zwei B-Juniorinnen-Mannschaften sowie eine C- und D-Juniorinnen-Mannschaft (Stand: Saison 2021/22).

### Weitere Fußballmannschaften von Holstein Kiel
Neben der Zweiten Herren-Mannschaft gibt es seit 2001 eine Dritte Herren-Mannschaft. Diese schloss sich im Sommer 2005 mit dem Post- und Telekom Sportverein Kiel/Kronshagen zur Spielgemeinschaft Post-Telekom/Holstein Kiel zusammen. Die SG spielt gegenwärtig in der achtklassigen Kreisliga Kiel. Die zweite Mannschaft der SG spielt in der neuntklassigen Kreisklasse B in Kiel. Gespielt und trainiert wird auf dem Sportplatz am Posthorn in Kiel. Außerdem gibt es bei Holstein Kiel eine Altherren-Mannschaft/Traditions-Elf, die – ohne regulären Spielbetrieb – regelmäßig Freundschaftsspiele austrägt.

## Vereinsumfeld

### Stadion/Spielstätte und Trainingsstätte

Holstein-Stadion 1911

Holstein Kiel trägt seine Heimspiele im Holstein-Stadion im Kieler Norden im Stadtviertel Wik aus. Das Stadion wurde nach vier Monaten Bauzeit am 15. Oktober 1911 von Holstein ursprünglich als Holstein-Platz eröffnet. Davor spielte Holstein auf dem Gutenbergplatz und ab 1907 wie sein späterer Fusionspartner, der 1. KFV, am neu eröffneten Städtischen Sport- und Spielplatz an der Eckernförder Chaussee (heute Nordmarksportfeld). Der Holstein-Platz wurde mit der Zeit erweitert und vergrößert (1921 nach einer Windhose und 1927 durch einen Generalumbau) und bot 1943 Platz für rund 18.000 Zuschauer.

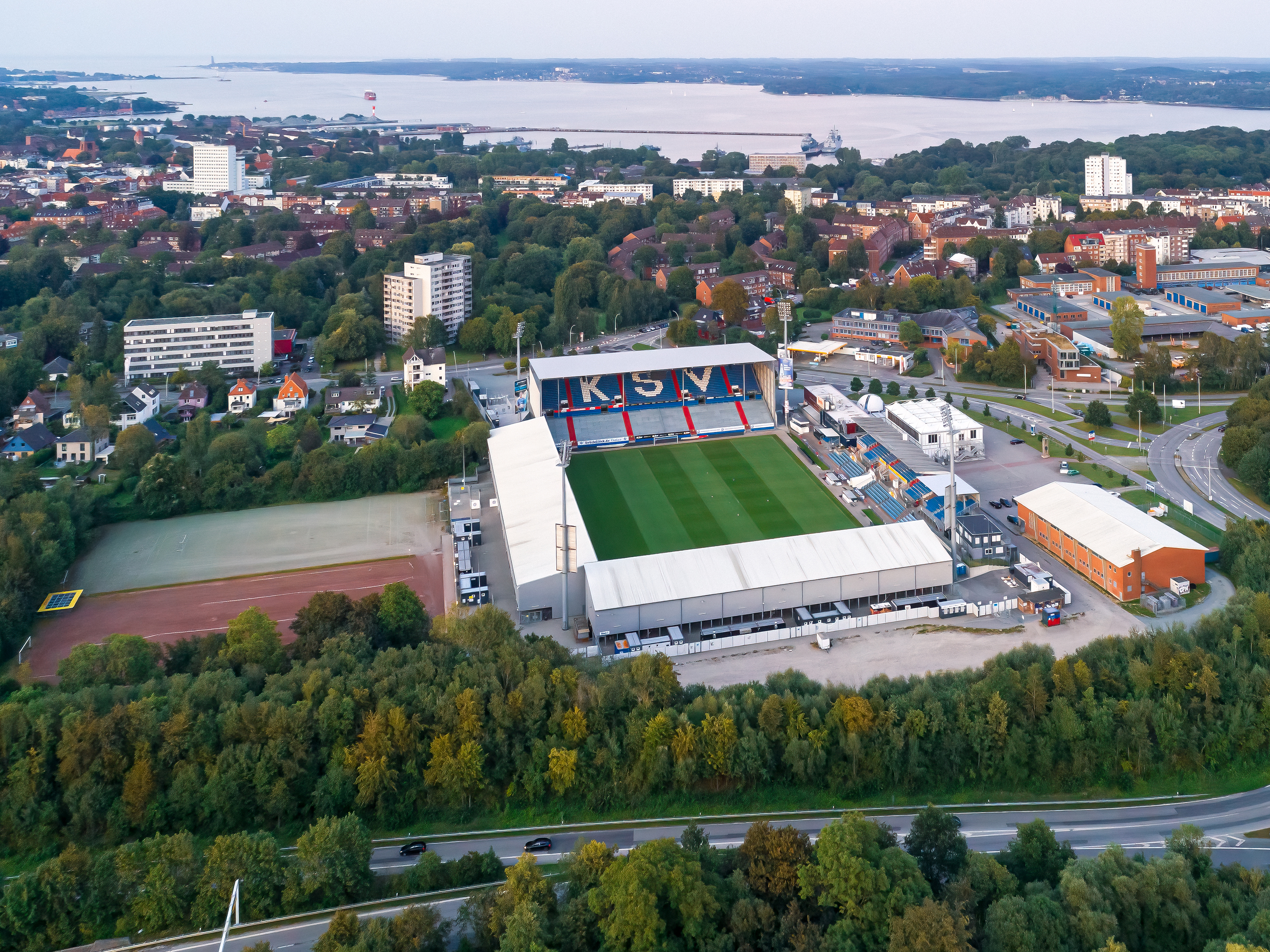
Luftbildaufnahme vom Holstein-Stadion (2019)

Nach dem Zweiten Weltkrieg war das Stadion durch Bombentreffer schwer beschädigt und der Verein begann 1949 mit dem Wiederaufbau. Nach dem Bau der neuen Haupttribüne und der Erweiterung der Traversen auf der Gegengerade im Jahr 1950, bot das Stadion 30.000 Zuschauern Platz. 1957 wurde die Flutlichtanlage eingeweiht und 1965 die Spielstätte offiziell in Holstein-Stadion umbenannt. In den folgenden Jahren (Ausnahme: 1975 Stadionverkauf an die Stadt und 1978 Zweitliga-Aufstieg) wurden keine gravierenden Veränderungen am Stadion vorgenommen, so dass es zusehends zerfiel. Zur Jahrtausendwende sank die genehmigte Zuschauerkapazität aufgrund von Teilsperrungen von Tribünen kurzfristig auf 8000 Plätze. Nach Sanierungsarbeiten konnte das Stadion wieder komplett betreten werden, so dass die Gesamtkapazität wieder auf 13.500 anstieg.
2006 erfolgten Umbau- und Sanierungsmaßnahmen (Investition: 1,8 Millionen Euro), nachdem der DFB das Stadion als nicht mehr drittligatauglich eingestuft hatte. Durch den Bau der neuen überdachten West- und Nord Stahlrohrtribünen sank die Zuschauerkapazität auf 11.386 Plätze. Im Sommer 2009 erfüllte der Verein weitere Kriterien durch den Bau von neuen fernsehtauglichen Flutlichtmasten und weiteren Anforderungen, die der DFB für den Drittliga-Spielbetrieb verlangt hatte. Der größte Teil der Kosten (Investition: 4,2 Millionen Euro) floss in die Erweiterung des Trainings- und Nachwuchsleistungszentrums Projensdorf. Von 2011 bis 2015 erfolgten weitere Umbaumaßnahmen (Investition: zwei Millionen Euro), die eine Anzeigetafel, eine Rasenheizung mit neuer Drainage, breitere und neue Zugangswege sowie Umbaumaßnahmen im Sanitär- und Verpflegungsbereich mit sich brachten. Durch den Aufstieg in die 2. Bundesliga 2017 erfolgten abermals Umbaumaßnahmen, um die DFL-Anforderungen für den Spielbetrieb zu erfüllen. Es folgten der Ausbau des Flutlichtes, der Umkleidekabinen, der Mixed Zone und des Pressebereichs. Zusätzlich wurden die Tribünen auf der Haupt-, West- und Nordtribüne aufgestockt, die Ostkurve abgerissen und durch eine neue überdachte Stahlrohrtribüne ersetzt (Investition: 6,4 Millionen Euro). Durch den Aufstieg in die 1. Bundesliga 2024 erfolgten erneut Umbaumaßnahmen, um die geforderten DFL-Anforderungen für den Spielbetrieb zu erfüllen. Es folgten der Ausbau des Flutlichtes, der Mixed Zone und Aufstockung des Pressebereichs (Investition: 1,8 Millionen Euro).
Das Stadion bietet aktuell 15.034 Zuschauern Platz und soll in Zukunft durch einen Neubau der 22.000 bis 25.000 Zuschauern Platz bietet ersetzt werden.
Das Trainingszentrum (CITTI Fussball Park) von Holstein Kiel befindet sich zwischen den beiden Stadtvierteln Suchsdorf und Steenbek-Projensdorf und ist circa drei Kilometer in nordwestlicher Richtung vom Holstein-Stadion entfernt. Das 4,5 Hektar große Gelände wurde zur Jahrtausendwende von der Stadt Kiel an den Verein verpachtet (damals mit einem Rasen- und einem Grandplatz). Im Sommer 2009 wurde mit einem Neubau für die Geschäftsstelle sowie anderen Modernisierungsmaßnahmen auf dem Gelände des Trainings- und Nachwuchsleistungszentrums Projensdorf begonnen. Heute befinden sich auf dem Areal mehrere Rasen- und Kunstrasenplätze, eine Kunstrasen-Halle sowie ein Kraftraum. Im September 2019 gab der Verein bekannt, drei Millionen Euro in zwei neue Fußballplätze in Projensdorf zu investieren. Die beiden im Sommer 2020 fertiggestellten Plätze, ein Hybridrasen- und ein Naturrasenplatz, verfügen jeweils über Flutlicht, ein Entwässerungssystem und eine Rasenheizung. Zusätzlich wurden im Sommer 2020 das Holstein-Stadion und die Arena im CITTI Fussball Park, auf dem die Spiele der Zweiten Mannschaft und der Jugend stattfinden, mit einem Hybridrasen, Beregnungssystem und einer Drainage ausgestattet. Im Februar 2023 wurde beschlossen, das das Trainingszentrum für rund 1,6 Millionen Euro modernisiert wird. Zwei bestehende Kleinspielfelder werden bis Ende Sommer 2023 zu einem Kunstrasen-Großspielfeld inklusive Nebenanlagen wie etwa einer LED-Flutlichtanlage und Ballfangzäunen umgebaut.
Das Nachwuchsleistungszentrums, welches seit 2007 vom Deutschen Fußball-Bund als DFB-Leistungszentrum offiziell anerkannten wurde, heißt seit Oktober 2016 CITTI Fussball Park und erhielt im Sommer 2019 vom DFB die Zertifizierung von maximal drei Qualitätssternen und damit die höchste Auszeichnung.

### Maskottchen und Spitzname

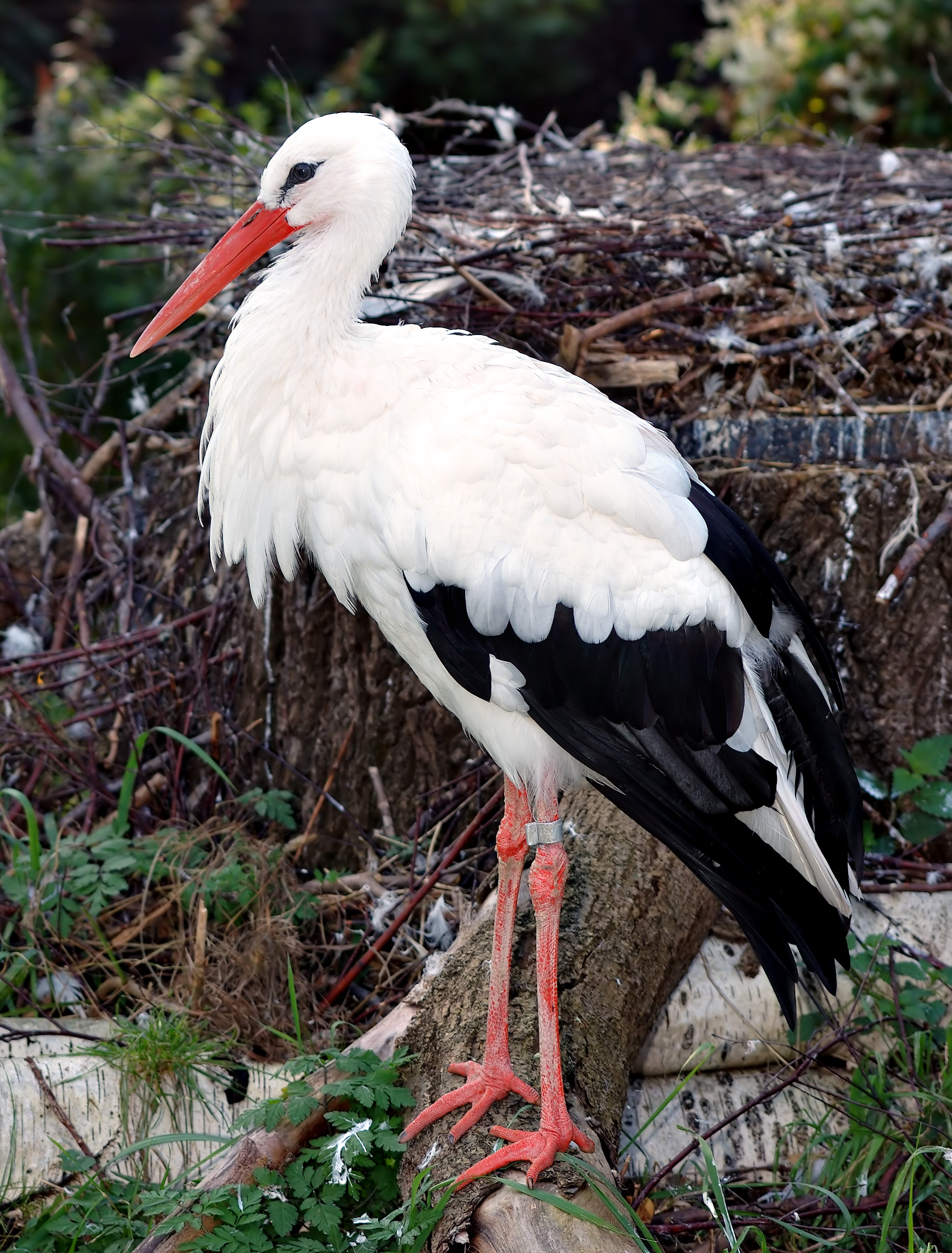
Weißstorch

Seit der Spielzeit 2006/07 hat Holstein Kiel wieder ein Maskottchen, das anlässlich eines Heimspiels gegen den 1. FC Union Berlin „Stolle“ getauft wurde. Die Holstein-Fans waren aufgefordert worden, Namensvorschläge abzugeben, aus denen eine Jury den passendsten aussuchte. Der traditionsreiche Spitzname von Holstein Kiel lautet Die Störche. Das Maskottchen selbst ist ein Storch in voller Fußballmontur in den Vereinsfarben Blau-Weiß-Rot.
Der Ursprung des Spitznamens Die Störche ist nicht geklärt. Einerseits existierte bereits um 1900 ein erstes Vereinslokal mit dem Namen „Zum Storchnest“ in der Gutenbergstraße in der Nähe des heutigen Holstein-Stadions. Andererseits erinnert die Spieltracht von Holstein Kiel mit den weißen Hosen und den roten Stutzen an einen Weißstorch. Vermutlich ist die Bezeichnung Die Störche sowohl auf die auffällige Bekleidung als auch auf das Vereinslokal zurückzuführen.
Seit den 1950er Jahren ist der Spitzname in der Sportpresse ein Begriff, zugleich wurde die KSV in den Oberliga-Vorschau-Karikaturen schon regelmäßig als Storch dargestellt. Dies bedeutet nicht, dass der Spitzname nicht älteren Ursprungs sein könnte, da die Berichterstattung vor dem Ersten Weltkrieg zunächst knapp und sehr sachlich war. In den 1920er und 1930er Jahren nahm sie schon mehr Raum ein, aber auch in den Fachpublikationen wurden meist die offiziellen und nicht die umgangssprachlichen Bezeichnungen benutzt.

### Sponsoren und Ausrüster
Die KSV Holstein spielte in der Aufstiegsrunde zur 2. Bundesliga 1978 erstmals mit einem Werbeaufdruck auf dem vereinseigenen Trikot. Als erstes befand sich Damp 2000, das 1972 errichtete Ferienzentrum in Damp, welches bis 1980 auf den Kieler Trikots warb.
Die KSV schloss danach mit mehreren weiteren Firmen Trikotsponsor-Verträge. Von 1981 bis 1984 mit Denimil, 1984/85 die Kieler Volksbank, 1985/86 NTKV, 1986/87 mit Sport Aktuell und Gothaer, 1987 bis 1989 Gothaer, 1989 bis 1992 Störche 2000, 1992/93 bkt-Computer, 1993/94 Solterbeck, 1994 bis 1996 Karlsruher Versicherungen, 1996 bis 2000 Veltins und 2000/01 Gimborn. Von 2001 bis 2005 war die Supermarktkette Markant Trikotsponsor und seit der Saison 2005/06 ist es die Hypermarktkette famila. Beide Unternehmen gehören zur Bartels-Langness GmbH & Co. KG, die 1892 von Hermann D. Langness gegründet worden war und ihren Hauptsitz in Kiel hat. Der frühere Firmeneigentümer Hermann T. Langness (1892–1964) war seit 1906 Mitglied des 1. KFV und nach der Fusion 1917 weiterhin Mitglied der neugegründeten KSV Holstein. Von 1930 bis 1938 und von 1949 bis 1952 war er Präsident von Holstein Kiel, sein Sohn Fritz Langness (1924–2007) und sein Enkel Hermann Langness (1953 und Mitglied des ersten Aufsichtsrats) pflegten beziehungsweise pflegen diese generationenübergreifende Familientradition als Förderer weiter.
Der zweite Hauptsponsor und Förderer neben famila ist seit dem Jahr 2000 die CITTI Unternehmensgruppe (Gesellschafter Bartels-Langness und Gerhard Lütje), ein Zustelldienst für Großverbraucher sowie Betreiber von Supermärkten und Einkaufsparks. Neben den zwei Hauptsponsoren gibt es die Co-Sponsoren Förde Sparkasse, NordwestLotto Schleswig-Holstein, VW Zentrum Kiel und die Flensburger Brauerei. Neben den vier genannten regionalen Co-Sponsoren, gehören ebenso nationale Unternehmen wie Sinalco, Sprehe-Feinkost und Puma zu den insgesamt sieben Co-Sponsoren. Zudem gibt es einen Gesundheitspartner (IKK – Die Innovationskasse), zwei Medienpartner (Radio Schleswig-Holstein und Kieler Nachrichten) und einen breiten Sponsorenpool aus über 440 lokalen und regionalen Unternehmen, die den Verein unterstützen.
Erster Trikotausrüster der KSV war der Sportartikelhersteller Puma in den Jahren 1978 bis 1988. Von der Saison 1988/89 bis 1991/92 und von 1994/95 bis 2016/17 war adidas jahrelanger Ausrüster von Holstein Kiel. Zwischenzeitlich auch der britische Sportartikelhersteller Umbro von 1992 bis 1994. Seit der Saison 2017/18 ist der Sportartikelhersteller Puma erneut Ausrüster von Holstein Kiel.

### Vereinsleitung
| Funktion           | Name |
| ------------------ | --- |
| Präsidium          | Steffen Schneekloth (Präsident), Wolfgang Schwenke (Vizepräsident und Kaufmännischer Geschäftsführer)                                                        |
| Aufsichtsrat       | Andreas Breitner (Vorsitzender), Tim Jeschkeit, Hermann Langness, Niko Müller, Svenja Nefen, Thorsten Neumann, Constantin Niemann, Thilo Rohlfs, Torge Steen |
| Marketing/Vertrieb | Daniel Rach |

Stand: 30. Juni 2024
→ Für eine detaillierte Übersicht aller bisherigen Präsidenten siehe Liste der Präsidenten der KSV Holstein

### Kooperationen mit Schulen und Vereinen
Seit Juni 2019 existiert eine Partnerschaft mit dem US-amerikanischen Fußballklub San Francisco Glens. Der 1961 gegründete Fußballverein spielt in der viertklassigen USL League Two. Die Kooperation sieht unter anderem vor, das gegenseitige Besuche von Nachwuchsspielern und Trainern stattfinden, sowie der Austausch von Know-how und Ideen. Zusätzlich ist eine Aus- und Weiterbildung durch Übungsleiter der KSV im Rahmen von Fußballcamps und ein Trainingslager der Ligamannschaft im Sommer 2020 im Westen der USA geplant. Die Stadt Kiel und San Francisco pflegen seit September 2017 eine Städtepartnerschaft. Bestrebt werden eine Kooperationen in den Bereichen Wirtschaftsentwicklung, Bildung, Klimaschutz, Kultur, Sport, Tourismus, Wissenschaft und Digitalisierung.
Zusätzlich pflegt der Verein, mit dem Ziel der Verbesserung der Talentförderung im Raum Schleswig-Holstein, Vereinskooperationen mit dem SC Rönnau 74, SV Boostedt, Österrönfelder TSV, SC Weiche Flensburg 08 und der SpVg. Eidertal Molfsee. Zudem betreibt der Verein Feriencamps mit altersgerechtem Training für Kinder im Alter zwischen 6 und 13 Jahren. Im Mädchen- und Frauenfußball kooperiert der Verein mit dem TuS Felde und veranstaltet gemeinsam Probe- und Sichtungstraining.
Daneben unterhält der Verein derzeit mit drei Kieler Schulen Kooperationsvereinbarungen. Zielsetzung der Kooperationen ist es, den jungen Leistungsfußballern eine optimale Vereinbarkeit von Schule und Fußball zu ermöglichen. Durch den regelmäßigen Austausch zwischen Verein und Schule wird dies gewährleistet. Die drei Partnerschulen sind das Ernst-Barlach-Gymnasium in Projensdorf, das Regionale Bildungszentrum Wirtschaft im Stadtteil Ravensberg und die Gemeinschaftsschule Friedrichsort im gleichnamigen Stadtteil Friedrichsort.

## Derbys und Rivalitäten

### Schleswig-Holsteiner Raum

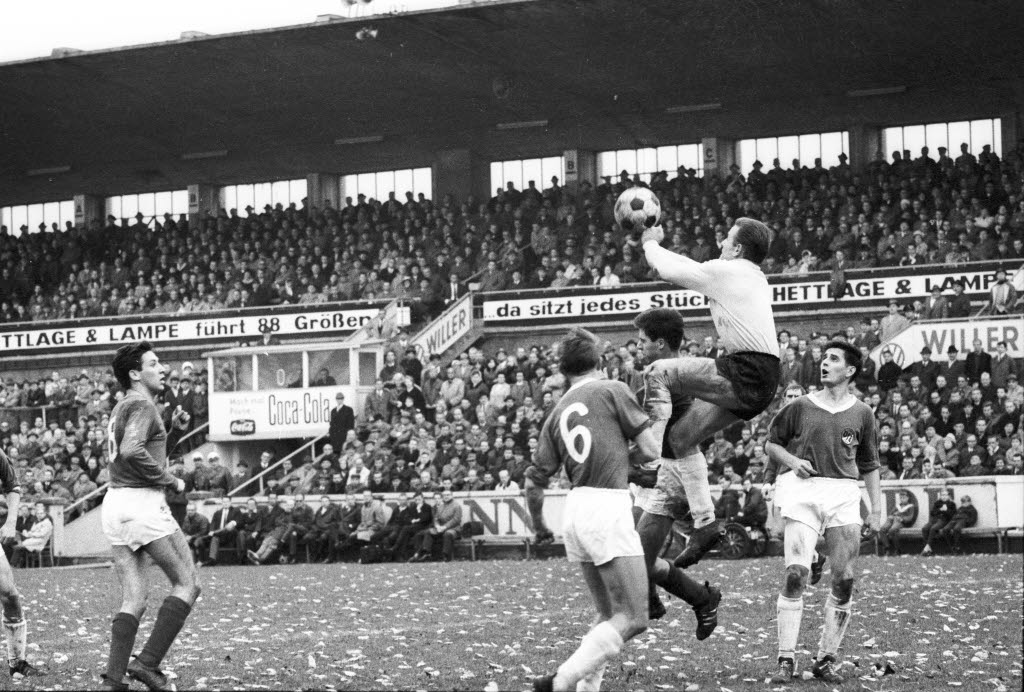
Spielszene aus dem Derby gegen den VfB Lübeck im Oktober 1965 in Kiel (Endstand 1:1)

Die wichtigsten Spiele der KSV Holstein sind die Begegnungen beziehungsweise Derbys gegen den VfB Lübeck. Diese Rivalität ist vor allem durch die Frage der Nummer 1 im Bundesland Schleswig-Holstein begründet. Die Gesamtbilanz aller 123 Spiele aus Kieler Sicht seit dem ersten Aufeinandertreffen in der Saison 1932/33 lautet: 65 Holstein-Siege, 21 Unentschieden, 37 VfB-Erfolge, 269:174 Tore (Stand: 25. April 2017). Holstein Kiel behauptete meist den inoffiziellen Titel „Nr. 1 in Schleswig-Holstein“ vor dem VfB Lübeck.
Vor dem Zweiten Weltkrieg war Holstein Kiel die unumstrittene Nr. 1 in der damaligen preußischen Provinz Schleswig-Holstein (1867–1946). Der erstmalige organisierte Spielbetrieb auf dem Gebiet der damaligen Provinz Schleswig-Holstein fand in der Saison 1895/96 im Hamburg-Altonaer Fußball-Bund statt. Acht Jahre später folgte in der Saison 1903/04 erstmals der organisierte Spielbetrieb in Kiel und mit Gründung des Norddeutschen Fußball-Verbandes 1905, fand die erste ausgespielte Norddeutsche Meisterschaft 1906 statt. Infolgedessen wuchs der organisierte Spielbetrieb in der ehemaligen Provinz Schleswig-Holstein stetig an. Holstein Kiel und der VfB Lübeck beziehungsweise deren Vorgängervereine qualifizierten sich je nach Saison über teilweise gemeinsame oder getrennte regionale Bezirke für die Norddeutsche Meisterschaft. Für die Norddeutsche Meisterschaft qualifizierten sich die Vorgängervereine des VfB Lübecks insgesamt viermal, während sich Holstein Kiel als einziger Verein im gesamten Norddeutschen Fußball-Verband stets für alle je ausgespielten Norddeutschen Meisterschaft von 1906 bis 1933 qualifizierte. Obwohl Holstein Kiel größtenteils die bestplatzierte Mannschaft in der damaligen preußischen Provinz Schleswig-Holstein war, schlossen vor Kriegsende 1945 und der anschließenden Auflösung der Provinz 1946, auch drei weitere schleswig-holsteinische Vereine die Norddeutsche Meisterschaft (1905 bis 1933) beziehungsweise die Gauligen (1933 bis 1945) als bestplatzierte Mannschaft in der Provinz ab (siehe Balkendiagramm unten).
Zeitübersicht über die bestplatzierte Mannschaft der damaligen preußischen Provinz Schleswig-Holstein (1905–1945)
Nach dem Kriegsende 1945 und mit Gründung des Bundeslandes Schleswig-Holstein am 23. August 1946, wurde der organisierte Spielbetrieb weiterhin im Norddeutschen Fußballverband fortgeführt und 1948 der Schleswig-Holsteinische Fußballverband gegründet. Seitdem schlossen sieben schleswig-holsteinische Vereine die Saison als bestplatzierte Mannschaft des Bundeslandes ab (siehe Balkendiagramm unten).
Zeitübersicht über die bestplatzierte Mannschaft des Bundeslandes Schleswig-Holstein (seit 1946)
Andere in der Vergangenheit ebenso gut besuchte Derbys waren die Partien gegen den FC Kilia Kiel, den SV Friedrichsort und den VfR Neumünster.

### Hamburger Raum

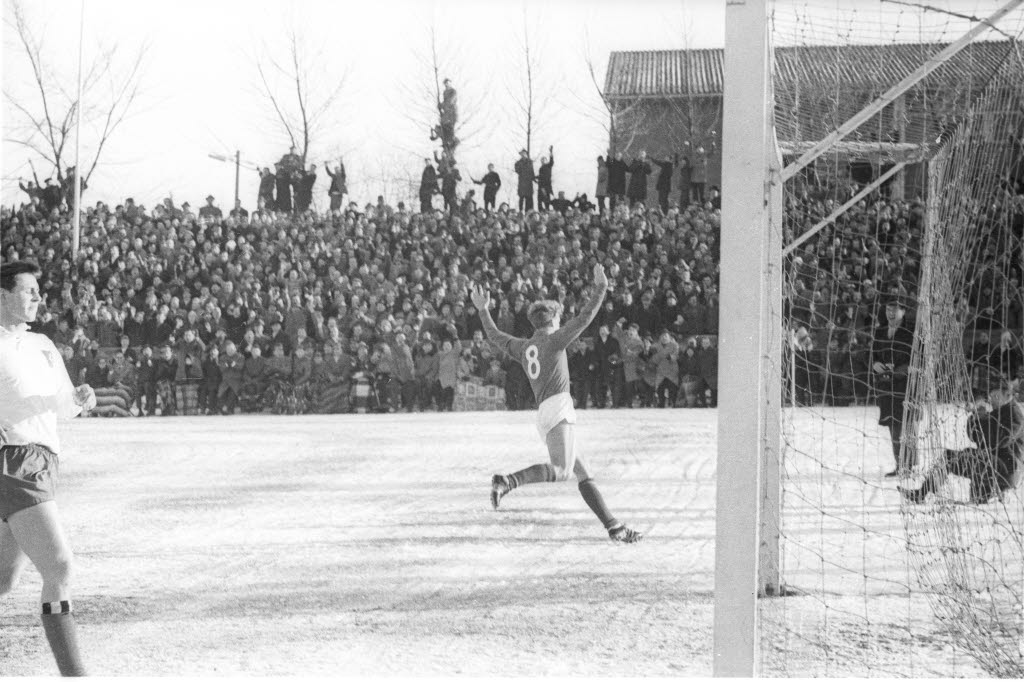
Tor für Kiel im Derby gegen den HSV, Januar 1963 (Endstand 1:1)

Die Partien gegen die Hamburger Rivalen FC St. Pauli und Hamburger SV zählen ebenfalls zu den wichtigen Spielen der KSV Holstein und sorgen stets für großes Publikumsinteresse.
Dies verdeutlicht der bis heute gültige Zuschauerrekord im Holstein-Stadion, der gegen den Hamburger SV erzielt wurde. Am 23. März 1951 pilgerten 30.000 Zuschauer zum Nordderby (damals/veraltet auch Nordmarkschlager genannt) und sahen ein 3:3 (1:2). Wegen des von 1963 bis 2018 bestehenden Klassenunterschieds kann man jedoch heutzutage nicht mehr von einer gegenseitigen intensiven Rivalität sprechen wie in den Jahren von 1919 bis 1963 (in jener Zeitspanne 103 Begegnungen; 23 Siege, 14 Unentschieden, 66 Niederlagen). Dennoch genießt die Partie gegen den HSV bei Fans und Kennern einen hohen Stellenwert, auch wenn beide Vereine im Zeitraum von 1963 bis 2018 lediglich einmal in einem Pflichtspiel (DFB-Pokal 2007/08) aufeinandertrafen und die übrigen Partien ausschließlich Freundschaftsspiele waren. Durch den historischen Bundesligaabstieg der Hamburger trafen beide Vereine seit der Zweitligasaison 2018/19 wieder in Pflichtspielen aufeinander. Die Gesamtbilanz aller 133 Spiele aus Kieler Sicht seit dem ersten Aufeinandertreffen in der Saison 1919/20 lautet: 30 Holstein-Siege, 24 Unentschieden, 79 HSV-Erfolge, 224:382 Tore (Stand: 5. September 2024).

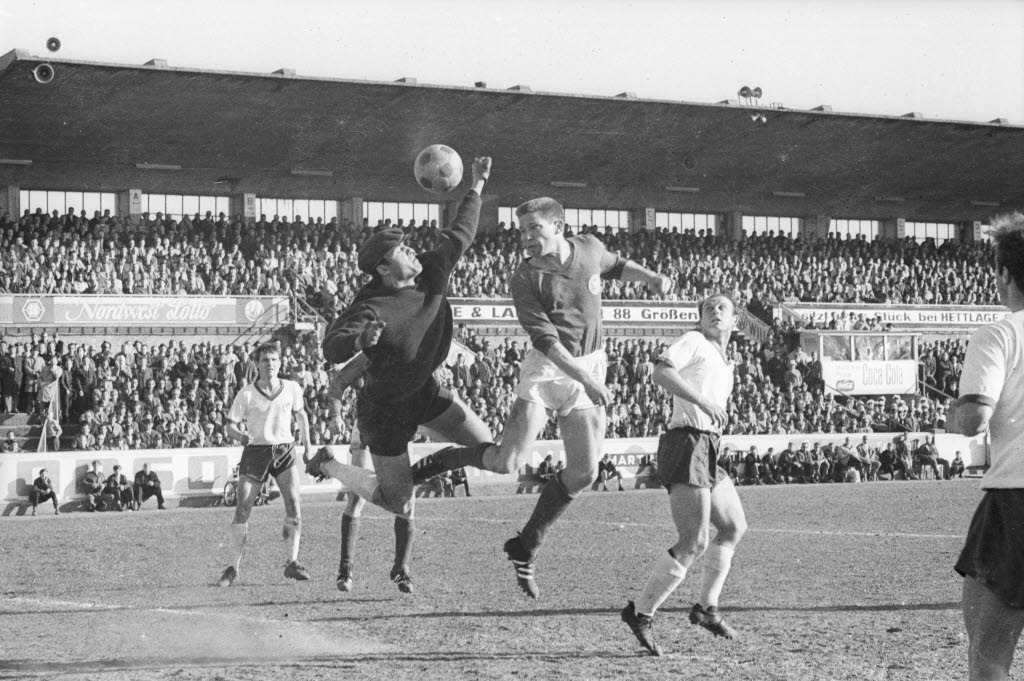
Spielszene aus dem Derby gegen den FC St. Pauli im April 1967 in Kiel (Endstand 1:1)

Aufgrund der über 50 gemeinsamen Spielzeiten in derselben Spielklasse (1927–1929, 1934/35, 1936–1940, 1947–1974, 1978/79, 1981–1984, 1985/86, 2003–2007 und 2017–2024) beruht die Rivalität zum FC St. Pauli eher auf dem direkten sportlichen Erfolg. Die Gesamtbilanz aller 98 Liga-Pflichtspiele aus Kieler Sicht seit dem ersten Aufeinandertreffen in der Saison 1927/28 lautet: 32 Siege, 24 Unentschieden, 42 Niederlagen, 160:164 Tore (Stand: 12. April 2025).
Die Begegnungen mit dem dritterfolgreichsten und traditionsreichsten Hamburger Fußballverein Altona 93 waren lange Zeit ein Publikumsmagnet. Beide Vereine trafen in ihrer Vereinshistorie schon in über hundert Begegnungen aufeinander. Bis zum organisierten Wettkampf in Kiel (1903/04) war der Altonaer FC von 1893 die beste Mannschaft der Provinz Schleswig-Holstein. Von 1905 an wurde Holstein Kiel Altonas größter Gegner und spätestens ab 1910 war Holstein Kiel der dominierende Verein in der preußischen Provinz. Nur noch 1914, 1917 und 1925 konnte Altona 93 die Saison vor der KSV Holstein beenden. 1924 erreichte dies auch Union 03 Altona, der zweiterfolgreichste Verein aus der damals noch selbstständigen und zur Provinz Schleswig-Holstein gehörenden Stadt Altona (seit 1938 Hamburger Stadtteil, siehe:Groß-Hamburg-Gesetz). Die Rivalität verlor spätestens seit 1968 aufgrund des Altonaer Abstiegs in die Landesliga Hamburg immer mehr an Bedeutung.

## Weitere Abteilungen

### Frauenhandball
Die Frauen-Handballsparte von Holstein Kiel wurde im November 1928 gegründet und bildet seit Mai 1998 eine Handballspielgemeinschaft mit dem TSV Kronshagen. Ziele der HSG Holstein Kiel/Kronshagen sind die Förderung und Leistungssteigerung des Frauen- und Jugendhandballs im Bereich Kiel, Kronshagen und Umland. Der größte Erfolg der Vereinsgeschichte ist der Gewinn der deutschen Meisterschaft 1971 durch ein 6:4 im Finale gegen den 1. FC Nürnberg. Die Handball-Damen von Holstein Kiel sind Gründungsmitglied der 1975 eingeführten 1. Handball-Bundesliga Nord und spielten dort bis zum Abstieg 1985. Es folgten 14 Jahre in der 2. Handball-Bundesliga Nord bis zum Abstieg 1999. Nach sechs Jahren in der drittklassigen Regionalliga Nordost stieg die Mannschaft 2005 in die viertklassige Oberliga ab. 2010 gelang die Qualifikation für die neu eingeführte viertklassige Oberliga Hamburg – Schleswig-Holstein. In der Saison 2013/14 stieg man aus der Oberliga Hamburg – Schleswig-Holstein ab und spielte in der fünftklassigen Schleswig-Holstein-Liga. 2017 stieg man erneut in die Oberliga Hamburg - Schleswig-Holstein auf und spielte dort bis zum Abstieg in der Saison 2022/23. Aktuell spielen die Damen in der fünfklassigen Schleswig-Holstein Liga. Die Spielstätte befindet sich in der Gemeinde Kronshagen.
Erfolge:
- Deutscher Meister 1971 (Halle)[155]

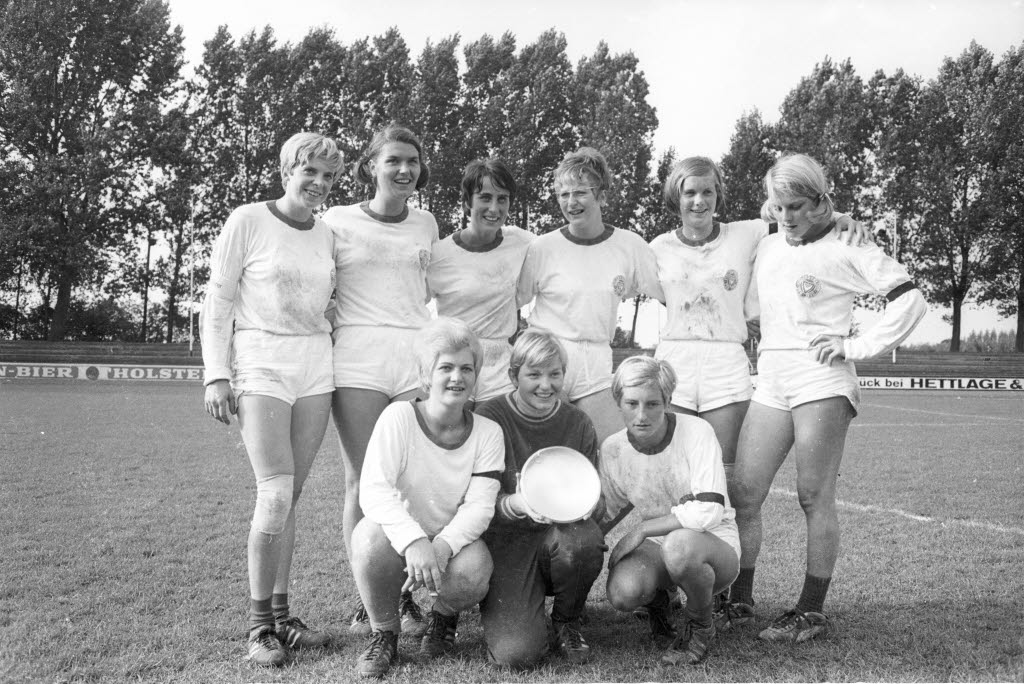
Norddeutscher Meister auf dem Kleinfeld (1968)

- Deutscher Vizemeister 1964 (Feldhandball), 1970 (Halle)
- Deutscher Vizepokalsieger 1981
- Norddeutscher Meister 1964 (Großfeld), 1968, 1969 und 1971 (Kleinfeld), 1970 und 1974 (Halle)
- 13× Landesmeister Schleswig-Holstein

Nationalspielerinnen:
- Dagmar Neutze 23 Einsätze von 1972 bis 1975
- Gisela Doerks 14 Einsätze von 1969 bis 1971
- Erika Wohlert 3 Einsätze von 1971 bis 1972
- Bärbel Ehlert 1 Einsatz 1972

### Männerhandball
Die Männer-Handballsparte von Holstein Kiel wurde am 15. Januar 1924 gegründet. Größere nationale Erfolge wurden nicht erreicht, jedoch spielte der Verein von 1961 bis 1965 in der damals erstklassigen Landesliga Schleswig-Holstein. Höhepunkte waren die großen internationalen Turniere in der Kieler Ostseehalle (heute Wunderino Arena) in den 1950er und 1960er Jahren, wo gegen Gegner wie den schwedischen Meister Heim Göteborg, Reinickendorfer Füchse (heute Füchse Berlin) und THW Kiel gespielt wurde. Die Männer spielen gegenwärtig unterklassig in der Region Förde in Kiel.

### Tennis
Bereits im März 1919 wurde eine Tennisabteilung bei der KSV gegründet. 1921 bildeten die Tennisspieler und -spielerinnen gemeinsam mit der Tennisgesellschaft Düsternbrook eine Spielgemeinschaft, die 80 Aktive umfasste. Doch Anfang 1922 war die Episode Tennis bei der KSV wegen Mangel an Aktiven und Geld vorerst beendet. 1988 wurde die Tennisabteilung wieder ins Leben gerufen. Größere nationale Erfolge wurden nicht erzielt.

### Cheerleading
Seit 2003 besitzt Holstein Kiel eine Cheerleading-Abteilung. Sie besteht aus den Northern Lights – die Seniors (ab 15 Jahren) der Holstein Kiel Cheerleader. Den Shining Lights – die Juniorcheerleader (von 11 bis 15 Jahre) und den Twinkling Lights – die Peewees (von 5 bis 11 Jahre) und somit jüngsten Cheerleader bei Holstein Kiel. Die Cheerleader Squads nehmen seit 2003 an den Landesmeisterschaften teil und waren auf den German Cheermasters sowie auf den Deutschen Cheerleader-Meisterschaften vertreten. Neben anderen Auftritten sieht man die Cheerleader während der Pausen bei den Heimspielen der KSV Holstein im Holstein-Stadion.

### eSports
Seit dem 24. November 2018 unterhält Holstein Kiel eine eigene Abteilung für E-Sport, die an der Virtual Bundesliga teilnimmt.

## Ehemalige Sparten

### Tischtennis
Die Tischtennis-Abteilung wurde 1945 gegründet. Bis Ende der 1960er Jahre gehörte Holstein Kiel im Tischtennis zu den führenden Vereinen in Schleswig-Holstein und war hinter dem Kieler TTK Grün-Weiß die Nummer zwei in der Landeshauptstadt. 1950, 1953 und 1958 gewannen die Frauen die Landesmeisterschaft von Schleswig-Holstein. Während die Herren 1966 aus der Oberliga Nord, der bis dahin höchsten deutschen Spielklasse, abstiegen und nie wieder die Rückkehr schafften, stiegen die Damen erstmals 1964 in die Oberliga auf. 1968 verzichteten die Störche auf den Oberligaplatz, obwohl sie als Tabellensechster den Klassenerhalt sicher geschafft hatten.
Noch einmal tauchte der Name Holstein Kiel überregional auf: 1975 hatten sich mehrere Vereine aus der Region Kiel, darunter Holstein, zur TTSG 75 Kiel zusammengeschlossen, um den Grün-Weißen vom KTTK leistungsmäßig Paroli bieten zu können. Bereits in der ersten Saison gelang der Aufstieg in die Oberliga Nord der Damen. Da Spielgemeinschaften damals auf überregionaler Ebene unzulässig waren, trat die TTSG in der Spielzeit 1976/77 unter der Bezeichnung Holstein Kiel auf, wurde als Neuling prompt Oberligameister und stieg in die Tischtennis-Bundesliga auf. Dort spielte die Mannschaft unter der Bezeichnung TSV Kronshagen (dieser Verein gehörte ebenfalls der TTSG 75 Kiel an). Heute gibt es bei Holstein Kiel keine Tischtennis-Abteilung mehr.

### Leichtathletik
Wie fast alle Fußballvereine Anfang des 20. Jahrhunderts hatte auch Holstein Kiel eine Leichtathletiktradition. Sowohl bei Holstein und bei seinem späteren Fusionspartner, dem 1. KFV, wurde in den Sommermonaten, wenn nicht Fußball gespielt wurde, intensiv Leichtathletik betrieben. Besonders hervorzuheben ist dabei der 1. KFV, der ab 1909 als einer der führenden Leichtathletikvereine Norddeutschlands galt und mit Robert Pasemann einen zweifachen Deutschen Meister im Hochsprung und Stabhochsprung (1909 u. 1910) hatte.
Auch nach der Fusion 1917 hatte die Leichtathletik ihren hohen Stellenwert behalten und bis Ende des Zweiten Weltkrieges wurden gute Platzierungen bei den deutschen Meisterschaften errungen sowie viele Titel bei den Landesmeisterschaften gewonnen. 1927 begann der Verein, im Zuge des Generalumbaus des Holstein-Platzes (heute Holstein-Stadion) eine Aschenbahn für die Leichtathleten zu bauen. Viele Sportler kamen so wegen der allgemein bekannten, guten Aschenbahn zu Wettkämpfen nach Kiel.
Nach dem Zweiten Weltkrieg folgte eine sehr erfolgreiche Zeit mit dem Gewinn von neun deutschen Meisterschaften. Besonders hervorzuheben ist dabei Uwe Beyer, der bei den Olympischen Spielen 1964 in Tokio die Bronzemedaille gewann. In der Jugendarbeit sind noch vier deutsche Juniorentitel sowie acht deutsche Jugendtitel für Holstein Kiel in verschiedenen Disziplinen zu nennen. In den 1970er Jahren sank allmählich das Interesse an der Abteilung und sie löste sich später auf.

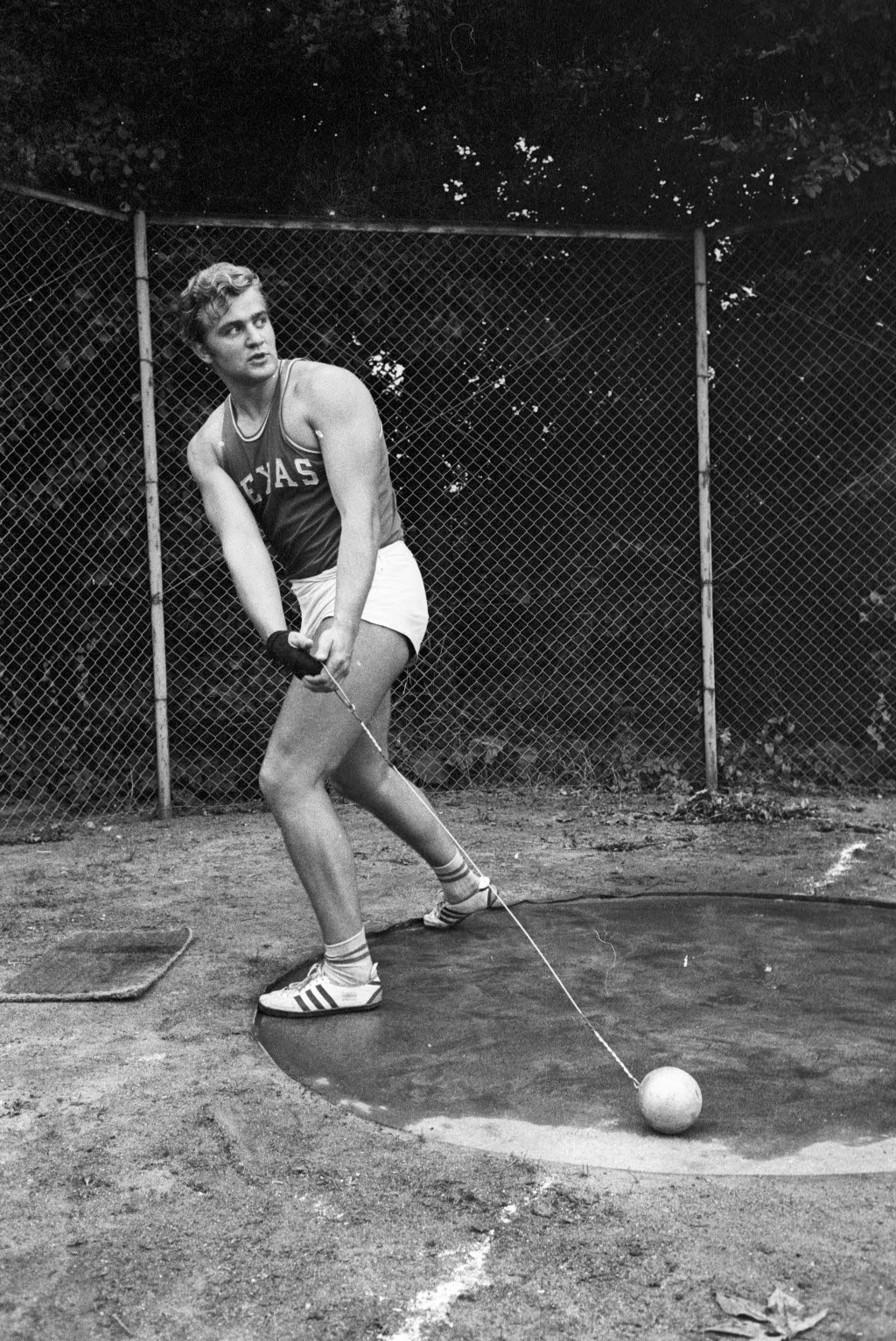
Uwe Beyer (1967) Olympia-Bronzemedaillengewinner im Hammerwurf 1964

Bekannt sind hier unter anderem die folgenden Leichtathleten und Titel:
- Robert Pasemann, Deutscher Meister im Hochsprung und Stabhochsprung 1909 und 1910[165][166] Späterer Olympiateilnehmer bei den Olympischen Spielen 1912 in Stockholm für den Berliner Sport-Club[167]
- Georg „Bazi“ Scheer, Gewinner im 800-Meter-Lauf 1920 im Vierländerkampf Deutschland, Schweden, Spanien und Finnland. Deutscher Vizemeister im 800-Meter-Lauf 1920 und 1921
- Herbert Sonntag Deutscher Meister im 200-Meter-Lauf 1946[168]
- Willi Sommer, Herbert Sonntag, Hans Herbert Hoffmeister und Karl Kohlhoff Deutsche Vizemeister mit der 4-mal-400-Meter-Staffel 1948 und Bronzemedaillengewinner bei den Deutschen Leichtathletik-Meisterschaften 1947[169][170]
- Karl Kohlhoff Deutscher Meister im 400-Meter-Hürdenlauf 1947 und 1949, Deutscher Vizemeister im 400-Meter-Hürdenlauf 1948
- Dorothea Kress Bronzemedaillengewinnerin im Kugelstoßen bei den Deutschen Leichtathletik-Meisterschaften 1952 und Olympiateilnehmerin bei den Olympischen Spielen 1952 in Helsinki (11. Platz)
- Helga Hüttmann wird 1958 Deutsche Jugendmeisterin über 100 Meter und mit der 4-mal-100-Meter-Staffel
- Die Fünfkampf-Mannschaft der weiblichen Jugend stellt 1958 einen neuen deutschen Jugendrekord auf
- Gerhard Melson wird 1961 Deutscher Jugendmeister im Weitsprung
- Jens Glöe wird 1963 Deutscher Jugendmeister im Fünfkampf
- Hans-Helmut Trense Deutscher Vizemeister im Weitsprung 1965 und Olympiateilnehmer bei den Olympischen Spielen 1964 in Tokio (18. Platz)
- Jochen Vollbehr wird 1964 Deutscher Jugendmeister und 1965 Deutscher Juniorenmeister über 800 Meter
- Wolfgang Barthel wird 1968 und 1969 Deutscher Jugendmeister und 1970 Junioren-Europameister im Kugelstoßen
- Jürgen Repenning wird 1969 Deutscher Jugend-Hallenmeister im 800-Meter-Lauf
- Kock, Vogt, Hausmann Deutsche Vizemeister im Mannschafts-Fünfkampf 1971 und Bronzemedaillengewinner bei den Deutschen Leichtathletik-Meisterschaften 1970
- Uwe Beyer Bronzemedaillengewinner im Hammerwurf bei den Olympischen Spielen 1964 in Tokio, Sieger bei den Leichtathletik-Europameisterschaften 1971 in Helsinki und sechs Mal Deutscher Meister 1964, 1965, 1966, 1967, 1968, 1969. Bestritt 25 Länderkämpfe in den Jahren von 1964 bis 1970. Olympiateilnehmer bei den Olympischen Spielen 1968 in Mexiko-Stadt (16. Platz)

Medaillen bei Olympischen Spielen:

### Box-Abteilung
1925 wurde die Box-Abteilung der KSV Holstein gegründet, jedoch durch die starke Konkurrenz in Hamburg war es schwer, Talente in Kiel zu halten. Nach dem Zweiten Weltkrieg begann bei der KSV Holstein der Boxsport wieder aufzublühen und die Boxer kämpften gegen namhafte Boxriegen wie den SV Prag Stuttgart, SC Colonia 06 oder 1953 gegen Partizan Belgrad vor 5.000 Zuschauern in der Kieler Ostseehalle (heute Wunderino Arena). Es wurden noch einige Landesmeisterschaften gewonnen, jedoch später mit dem allgemein nachlassenden Interesse am Amateurboxsport begann auch in Kiel ab 1966 die Auflösung der Holstein-Boxstaffel.
- Willi Hoepner, später Profi und 1955 Europameister im Halbschwergewicht
- Walter Einfeld, Deutscher Meister 1949 im Leichtgewicht, 1950 Vizemeister
- Rolf Ziegler, Deutscher Amateurjugendmeister im Weltergewicht
- Peter Born, 1965 Landesmeister im Weltergewicht
- Manfred Staske, 1966 Landesmeister im Bantamgewicht

### Volleyball
Die Männer-Volleyballmannschaft gehörte Ende der 1990er Jahre zu den führenden Mannschaften Schleswig-Holsteins und spielte von 1994 bis 2000 in der damaligen dritthöchsten Spielklasse Deutschlands, der Regionalliga Nord.

### Weitere ehemalige Sparten
Außerdem wurden die Sportarten Hockey, Schwimmen, Schlagball, Faustball und Radsport einst bei der KSV Holstein angeboten. Die Abteilungen fielen entweder der eigenen Entwicklung im Verein oder der allgemein nachlassenden Beliebtheit und somit auch dem Mangel an Aktiven zu Opfer. Bedingt durch den Trainingsstättenverlust nach dem Zweiten Weltkrieg konnte beispielsweise die Abteilung Schwimmen nicht neu aufgebaut werden.

## Filme
- Ingo Blöcker: Westring 501, Der Film begleitet den Verein in der 3. Liga Saison 2014/15, Joker Pictures, Kiel 2015.
- Johanna Jannsen und Jess Hansen: Holstein Herz, Zeitreise durch die Fussballgeschichte der KSV Holstein und der 2. Liga Saison 2017/18, Joker Pictures, Kiel 2018.